# Maurice Renard (écrivain)
Vous lisez un « article de qualité » labellisé en 2022.
Pour les articles homonymes, voir Renard (homonymie) et Maurice Renard.
Ne doit pas être confondu avec l'écrivain Maurice-Charles Renard (1888-1973).
Œuvres principales
- Le Docteur Lerne, sous-dieu (1908)
- Le Péril bleu (1910)
- Les Mains d'Orlac (1920)
- L'Homme truqué (1921)

Maurice Renard, né le 28 février 1875 à Châlons-sur-Marne et mort le 18 novembre 1939 à Rochefort-sur-Mer, est un écrivain français, spécialisé dans la littérature merveilleuse-scientifique, fantastique et policière.
Issu d'un milieu favorisé, il se lance dans une carrière d'écrivain à l'âge de 22 ans, et obtient rapidement un succès critique auprès de ses confrères pour ses écrits fantastiques et merveilleux-scientifiques. Néanmoins, après la Première Guerre mondiale, sa situation financière se dégrade au point qu’il est contraint de devoir vivre de son écriture. Il amorce alors une conversion en romancier populaire en adoptant, d'une part le format feuilletonesque, et d'autre part en s'ouvrant progressivement à des thèmes littéraires plus vendeurs (policier, sentimental, historique, aventures). Outre l'écriture de romans et de nouvelles, Maurice Renard écrit également de nombreux contes de presse, qui font de lui l'un des derniers grands contributeurs du genre en France.
En parallèle à ses activités littéraires, il entreprend à partir de 1909 de populariser le genre merveilleux-scientifique dont il se fait théoricien. Se situant dans la filiation d'Edgar Poe et de H. G. Wells, il fixe les objectifs et les cadres de cette littérature d'imagination scientifique, puis s'applique, tout au long de sa carrière, à la promouvoir à travers des articles théoriques, la création d'un prix littéraire à son nom et surtout avec ses propres récits.
Bien qu'il parvienne à s'imposer comme un représentant important de la vie littéraire parisienne de l'entre-deux-guerres, cet accueil favorable de la critique tarde à se convertir en succès populaire. Son œuvre littéraire, riche de dix-huit romans et de plusieurs centaines de nouvelles et contes de presse, a été principalement publiée en collaboration avec des quotidiens, dont L'Intransigeant puis Le Petit Parisien pour ses romans et Le Matin pour ses contes.
Malgré les rééditions régulières de quelques-uns de ces romans et nouvelles tout au long du XXe siècle et les nombreuses adaptations cinématographiques de l'un de ses succès romanesques, Les Mains d'Orlac, Maurice Renard reste une figure peu connue du grand public. Il a néanmoins acquis le statut de fondateur du genre merveilleux-scientifique et apparaît comme l'un des précurseurs de la science-fiction.

## Biographie

### Une jeunesse au sein d'une famille de magistrats

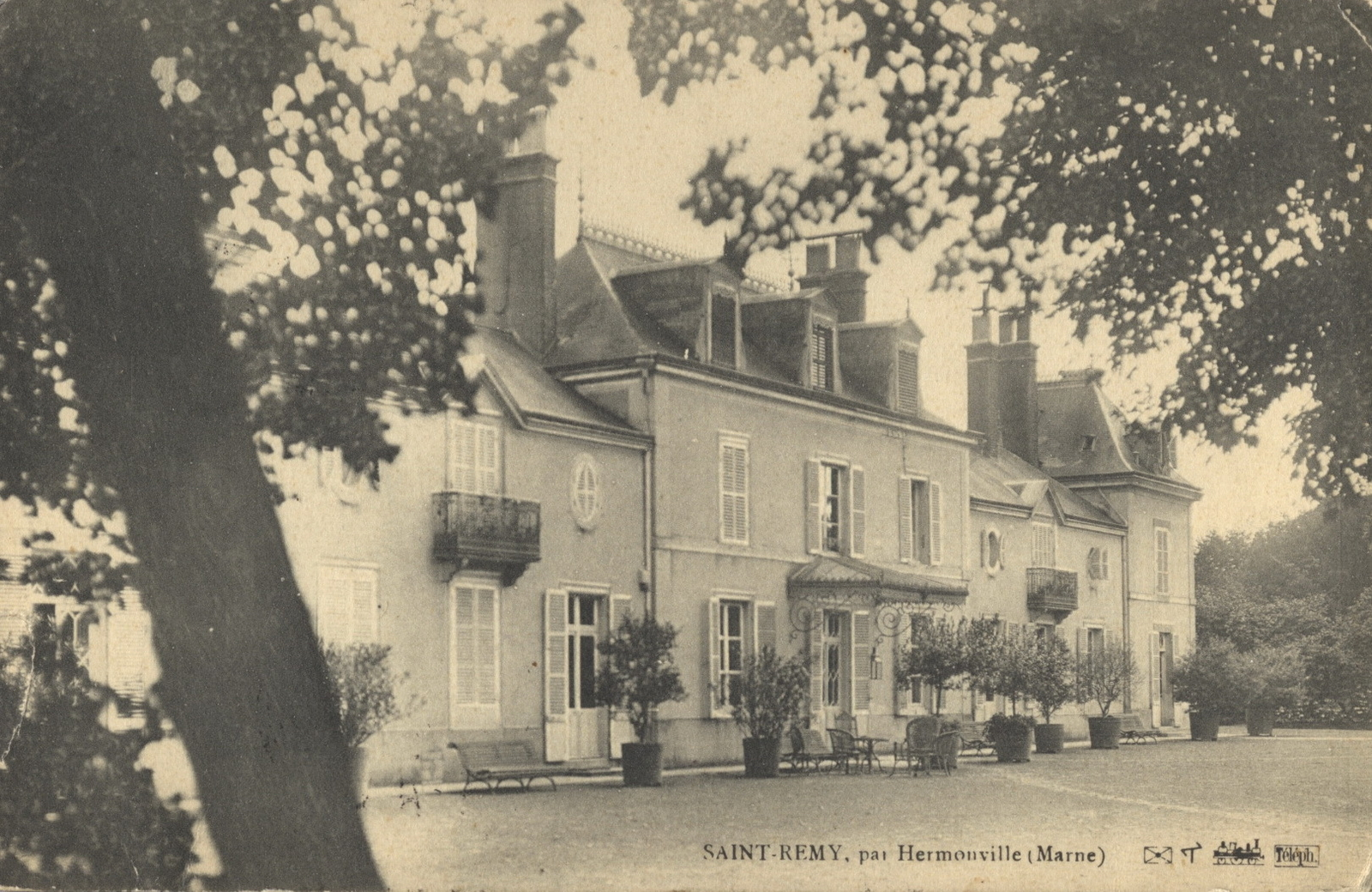
Durant son enfance, c'est à Hermonville, dans le château familial Saint-Rémy, que Maurice Renard passe ses vacances d'été.

Fils d'Achille Renard et de Marie Gamahut, Édouard Louis Victor Maurice Renard naît à Châlons-sur-Marne le 28 février 1875 au sein d'une famille bourgeoise de hauts magistrats. Son grand-père, Pierre Édouard Renard, est conseiller honoraire de la Cour d'Appel de Rouen, tandis que son père, Achille, exerce la charge de juge au tribunal de première instance de Châlons-sur-Marne. Alors qu'il est âgé de deux ans, la famille déménage à Reims, ville dans laquelle son père est nommé président du tribunal d'instance.
L'enfance de Maurice Renard est rythmée par des séjours d'été dans le château familial Saint-Rémy à Hermonville. C'est durant ces jeunes années qu'il découvre, fasciné, la littérature fantastique d'Edgar Allan Poe, ou encore celle des écrivains Hoffmann, Erckmann-Chatrian. Ainsi, alors qu'il est destiné par ses parents à une carrière de magistrat, le jeune Maurice Renard rêve une vie d'écrivain, et aurait commencé — d'après ses dires — à écrire ses premières histoires vers l'âge de neuf ans.
En 1886, Maurice Renard commence ses études à l'École Monge à Paris, puis les poursuit six ans plus tard à Reims au Collège des Bons-Enfants. Bachelier, il fait son droit à Paris avant d'entrer, une fois sa licence obtenue, chez un avoué faire son stage d'avocat. Entre 1896 et 1899, il effectue trois années de service militaire à Reims dans l'infanterie montée. Passionné par les chevaux, il envisage un temps d'embrasser la carrière militaire avant de renoncer.

### Des débuts littéraires: l'écrivain dilettante
À la fin de son service militaire, Maurice Renard est également libéré de l'attente familiale pour une carrière de magistrat. En effet, sa famille ne s'opposant plus à sa vocation littéraire, il entreprend à côté de sa profession d'avocat à la Cour d'Appel et grâce à de confortables rentes, l'écriture de poèmes et pièces de théâtre. Ainsi, jusqu'en 1914, l'auteur champenois aborde la littérature en écrivain dilettante, adepte de l'art pour l'art.
Son premier texte publié, Vox Sæculi, est une ode éditée par les éditions Lemerre pour célébrer le centenaire de la naissance de l'écrivain Victor Hugo. Cet hommage fut auparavant récité par une jeune fille en clôture d'un gala donné le 7 mars 1902 à l'Athénée Saint-Germain, par les élèves de l'acteur Édouard Céalis. En outre, c'est au cours de cette séance que les élèves jouent une pièce en vers écrite par Maurice Renard, intitulée La Langouste, boutade pathologique en un acte et six hallucinations, qui met en scène les déboires nocturnes d'un poète victime de terribles hallucinations après s'être rassasié de langoustes.
En juin 1903, il épouse Stéphanie Labatie, originaire de la région du Bugey,, avec qui il a cinq enfants : Renaud en 1904, Rémi en 1905, Cyril en 1915, Daniel en 1918 et enfin Jean-Maurice en 1929.
Tandis qu'il compose, avec des amis, des pièces de théâtre d'ombres jusqu'en 1913, il écrit en parallèle des poèmes pour diverses revues, dont La Phalange. Rapidement, Maurice Renard délaisse cependant le théâtre et la poésie pour se consacrer principalement aux romans et aux nouvelles. Il publie en 1905 chez Plon et Nourrit son premier recueil de nouvelles fantastiques, Fantômes et Fantoches. Édité sous le pseudonyme de Vincent Saint-Vincent en référence au clos Saint-Vincent, une dépendance du château familial d'Hermonville où il s'est installé pour écrire ses nouvelles, l'ouvrage dévoile la forte influence qu'ont exercée les œuvres d'Edgar Poe sur Maurice Renard . Dès sa sortie, la publication vaut à son auteur un succès d'estime dans les cercles littéraires parisiens.

### Littérature merveilleuse-scientifique et premiers succès littéraires

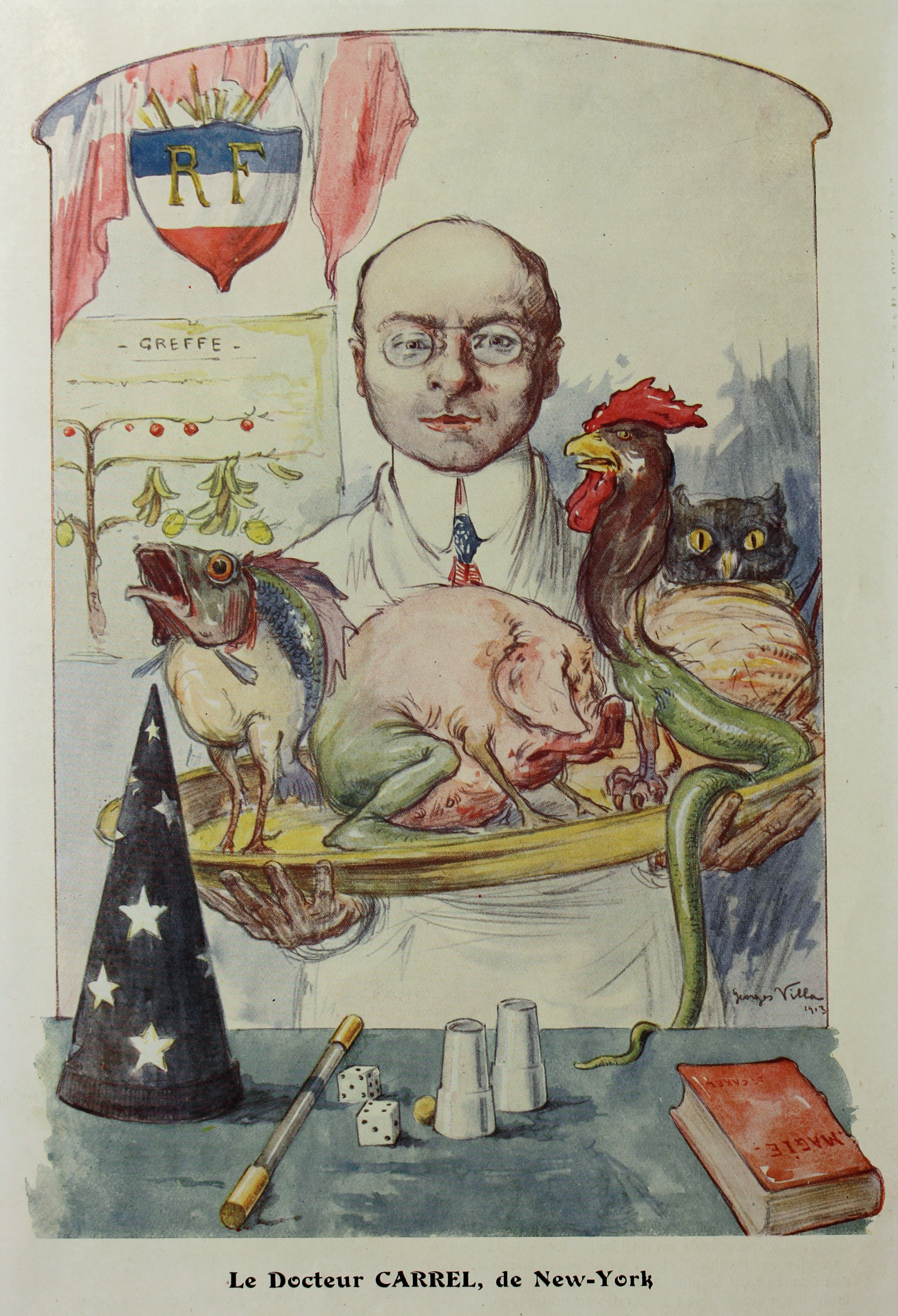
Le chirurgien Alexis Carrel inspire le personnage du docteur Lerne en 1908, puis de manière explicite le chirurgien Cerral dans Les Mains d'Orlac en 1920.

C'est sous son véritable nom que Maurice Renard publie son premier roman en 1908 : Le Docteur Lerne, sous-dieu. Véritable succès littéraire, cette anticipation scientifique s'inspire à la fois des travaux du chirurgien Alexis Carrel et de L'Île du docteur Moreau de l'écrivain H. G. Wells à qui il dédie d'ailleurs son roman. En effet, Maurice Renard reprend le sujet des expériences de greffes contre-nature, auparavant exploité par l'écrivain britannique, en extrapolant ces thèmes jusque dans le fantastique. Construit à la manière d'un roman policier mêlant horreur et érotisme, le récit met ainsi en scène le narrateur qui découvre progressivement la vérité sur les expériences spectaculaires de greffe mises au point par le docteur Lerne. Au début de sa carrière littéraire, Maurice Renard se fait le représentant de la classe bourgeoise. C’est, en effet, bien à un lectorat cultivé qu’il s’adresse, lorsqu’il cherche à écrire de la littérature d’imagination scientifique de qualité en mêlant le merveilleux et le fantastique dans un style érudit.
En mars 1909, il est admis à la Société des gens de lettres, une influente association littéraire, grâce au parrainage d'Henry-D. Davray, d'Edmond Haraucourt, d'Henri de Régnier et d'Auguste Dorchain. Alors que la même année, il publie un nouveau recueil de nouvelles, Le Voyage immobile, suivi d'autres histoires singulières (1909), qui regroupe six nouvelles fantastiques, Maurice Renard fait paraître dans la revue Le Spectateur, dirigé par son neveu René Martin-Guelliot, son article fondateur du genre merveilleux-scientifique. En effet, dans un article intitulé « Du roman merveilleux-scientifique et de son action sur l’intelligence du progrès », l'écrivain champenois s'approprie l'expression « merveilleux scientifique » pour lui attribuer une définition précise. Après avoir retracé l'histoire de la littérature d'imagination scientifique, il propose des règles d'écriture destinées à institutionnaliser le genre afin de lui permettre de se constituer en une école littéraire.
Grâce à la publication de recueils de nouvelles et romans à succès, Maurice Renard se fait en quelques années une place reconnue dans le monde des lettres. En 1911, il publie ainsi Le Péril bleu, considéré comme son chef-d'œuvre, et un grand classique du genre merveilleux-scientifique. Ce roman met en scène une civilisation invisible vivant au-dessus de l'atmosphère, les Sarvants, prélevant de la surface de la Terre toute sorte d'échantillons, dont objets, animaux et êtres humains. L'originalité du roman repose sur son traitement non-anthropomorphe du thème — pourtant classique de la littérature d'imagination scientifique — de l'existence d'une race extraterrestre à l'intelligence supérieure.
La même année, il participe à la création d'une revue poétique, La Vie française, dans laquelle il collabore avec Léo Larguier, Charles Derennes, Pierre Benoit, René Fauchois et André Dumas. Puis, il publie en 1913 Monsieur d'Outremort et autres histoires singulières, un nouveau recueil comprenant cinq nouvelles, oscillant entre le fantastique et la littérature merveilleuse-scientifique, parmi les plus célèbres de l'auteur. Entre 1912 et 1914, il collabore avec le quotidien Le Matin pour y publier une douzaine de contes.
En parallèle à son activité de conteur et romancier, il poursuit sa quête de légitimation du roman merveilleux-scientifique. Ainsi, son compte rendu « Le Merveilleux scientifique et La Force mystérieuse de J.-H. Rosny aîné », publié dans La Vie du 15 juin 1914, est l'occasion pour Maurice Renard non seulement de réaffirmer son ambition pour le genre, mais également de compléter son approche.
Cependant, sa carrière littéraire est provisoirement interrompue en 1914. Alors que la France décrète la mobilisation générale le 1er août, le lendemain, Maurice Renard part à la guerre pour servir comme officier de cavalerie.

### Échec à fonder une école merveilleuse-scientifique malgré une notoriété grandissante

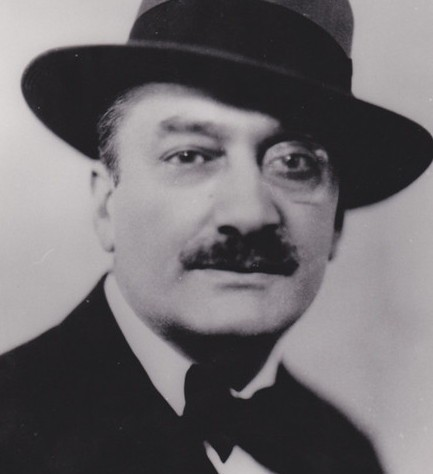
Gagner sa vie en s’adressant à l’intelligence, cela, oui, ce serait vraiment fantastique !
En 1923, dans l’article « Depuis Sindbad », l'écrivain déplore l’échec des récits merveilleux-scientifiques à s’imposer auprès du grand public.

De retour à la vie civile le 6 janvier 1919, Maurice Renard amorce progressivement un tournant dans sa carrière littéraire. En effet, après la guerre, sa situation financière s'est considérablement dégradée, si bien que l'écriture devient une véritable nécessité alimentaire. Outre ses soucis financiers, son échec à fonder une école autour de la littérature merveilleuse-scientifique le métamorphose en auteur populaire, privilégiant une production abondante plutôt qu’une pratique véritablement artistique de la littérature.
Tour d'abord, Maurice Renard entreprend de publier systématiquement dans des journaux à grand tirage. C'est ainsi qu'en 1919, il publie à nouveau — en feuilleton cette fois — son roman Le Péril bleu dans les pages de L'Intransigeant,. L'année suivante, il livre dans le même journal son roman le plus populaire, Les Mains d'Orlac. Mêlant le merveilleux-scientifique et l'horreur, le récit relate le drame de Stephen Orlac, un pianiste amputé de ses mains après un accident. Après qu'Orlac s’est fait greffer les mains d'un meurtrier récemment exécuté, il commence à adopter la personnalité psychopathe de son donneur. Ce roman témoigne du glissement de l'auteur champenois vers la littérature populaire. En effet, outre sa publication feuilletonesque, le roman atteste de la recherche de Maurice Renard à adopter des formules adaptées à cette diffusion populaire : il ne produit plus du merveilleux scientifique seul, mais sollicite également des genres plus vendeurs, tels que l'horreur, le policier et le roman historique. Le roman court L'Homme truqué, œuvre au ton fortement pessimiste, est publié dans la revue Je sais tout en 1921. Ce récit, qui narre le retour du front d'un mutilé de la Première Guerre mondiale dont les yeux ont été remplacés par des appareils électroscopiques, illustre aussi cette hybridation des genres. En effet, bien que le récit se rattache au genre merveilleux scientifique par l'explication scientifique d'un mystère d'apparence surnaturelle, il est avant tout construit comme une énigme policière.
Au début des années 1920, sa notoriété est pleinement installée. Il tient d'ailleurs à son domicile du 8 rue de Tournon à Paris 6e, un salon littéraire réputé, où se retrouvent notamment Henri de Régnier, Pierre Benoit, Charles Derennes, Claude Farrère, Colette et Willy, Jean Ray, J.-H. Rosny aîné, Henry de Montherlant ou encore Raymonde Machard. S'il participe en 1920 au prix de la revue Je sais tout en qualité de membre du jury, dont l'objectif est d'encourager les romans d'inspiration scientifique, il lance en 1922 son propre prix littéraire qu'il dote sur ses propres fonds. Fondé pour redynamiser le genre merveilleux-scientifique et assurer sa pérennisation, le prix Maurice-Renard disparaît néanmoins au bout de dix ans.

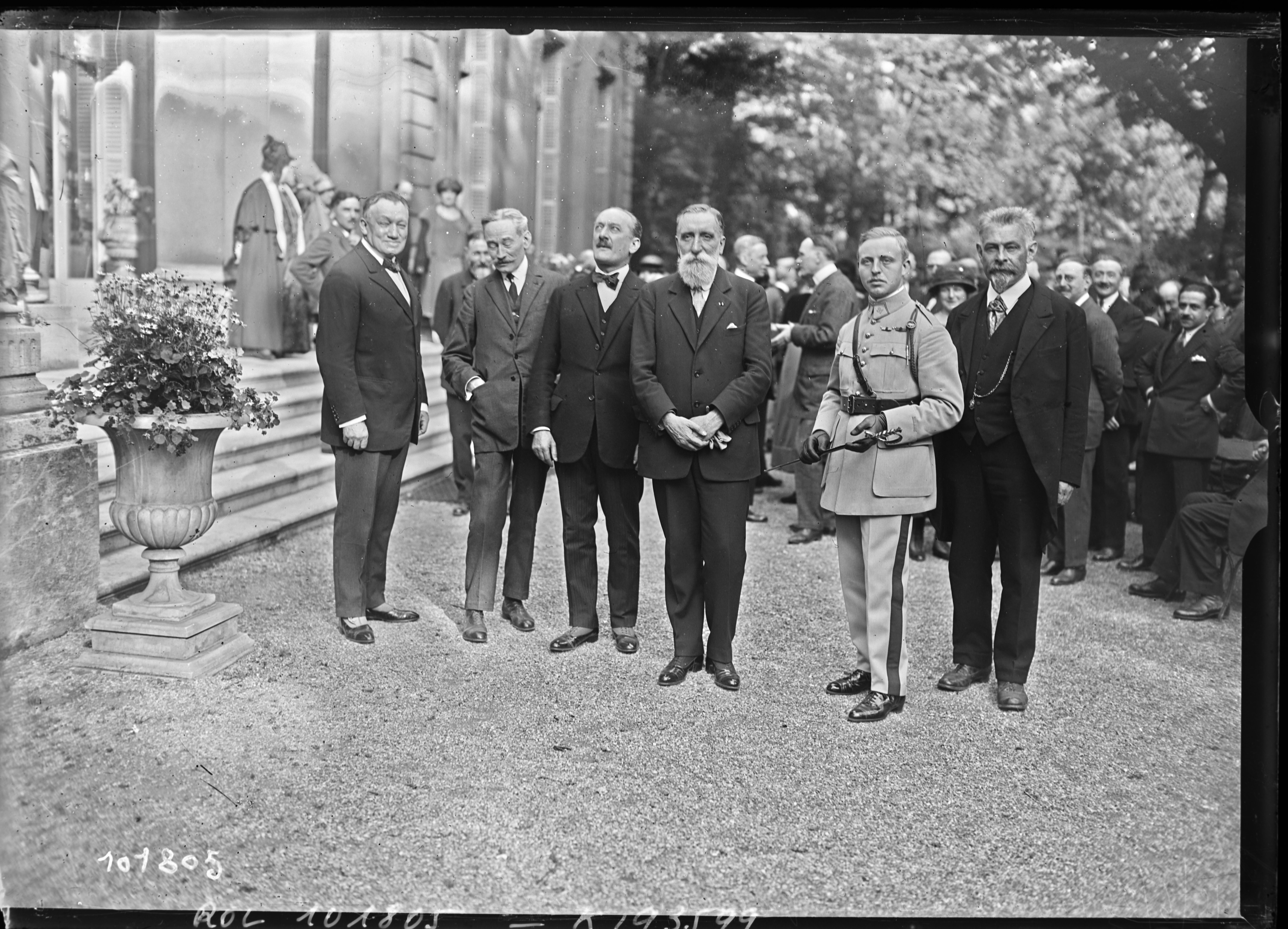
En quelques années, Maurice Renard parvient à se faire une place reconnue dans les cercles littéraires parisiens. Photographie prise en 1926 de quelques personnalités du monde des lettres (de g. à d.) : Eugène Fasquelle, Jules Perrin, Maurice Renard, Georges Lecomte, Louis-Lucien Hubert et Eugène Morel.

Durant cette période, il poursuit sa collaboration avec de nombreux journaux pour publier des feuilletons (L'Intransigeant, L'Éclaireur de l'Est, Le Petit Parisien) et des contes (essentiellement dans la rubrique « Les Mille et un matins » du quotidien Le Matin, qu'il retrouve après dix ans d'absence, mais également dans Le Journal, Eve). Ses romans — et quelques-unes de ses nouvelles et contes rassemblés en recueil — sont ensuite publiés en librairie principalement aux éditions Crès, à l'instar des recueils Deux contes à la plume d'oie (1923), L'Invitation à la peur (1926) et Le Carnaval du mystère (1929).
Par ailleurs, alors que son roman Les Mains d'Orlac est adapté pour la première au cinéma par Robert Wiene, il publie en 1924 Le Singe dans les pages de L'Intransigeant. Écrit en collaboration avec Albert-Jean, ce roman merveilleux-scientifique est construit à la manière d'un récit policier, dans lequel l'énigme porte sur la découverte régulière de cadavres de la même personne,.
En 1925, il adapte l'une de ses nouvelles fantastiques, Le Rendez-vous, publié en 1909, au théâtre avec L'Amant de la morte, un drame en deux actes joué pour la première fois sur la scène du Théâtre du Grand Guignol le 11 février 1925.
Regrettant le manque de reconnaissance de la littérature merveilleuse-scientifique auprès du grand public, Maurice Renard s'applique à faire évoluer ce genre littéraire. Ainsi, si en 1923, il le rebaptise en « littérature parascientifique », il privilégie à partir de 1928 l'expression « roman d'hypothèse » afin d'étendre la portée épistémologique du genre. En outre, ses soucis financiers l'éloignent d'une production exclusivement d'imagination scientifique, moins vendeuse. Il se diversifie et s'essaie à divers genres littéraires : au roman policier (? Lui ?, 1926), à l'essai historique (Notre-Dame Royale, 1927) ou encore au roman sentimental (La Jeune fille du yacht, 1930). Il ne rompt cependant pas avec la littérature merveilleuse-scientifique, puisqu'il publie en 1928 un projet de longue date, Un Homme chez les microbes, puis en 1933 Le Maître de la lumière, qui mêle roman historique et merveilleux scientifique. Enfin, bien que ce projet ne voie pas le jour, Maurice Renard projette en 1929 d'écrire un roman interplanétaire sous le titre La Traversée de 130 ans.

### Une reconversion littéraire réussie: le romancier populaire

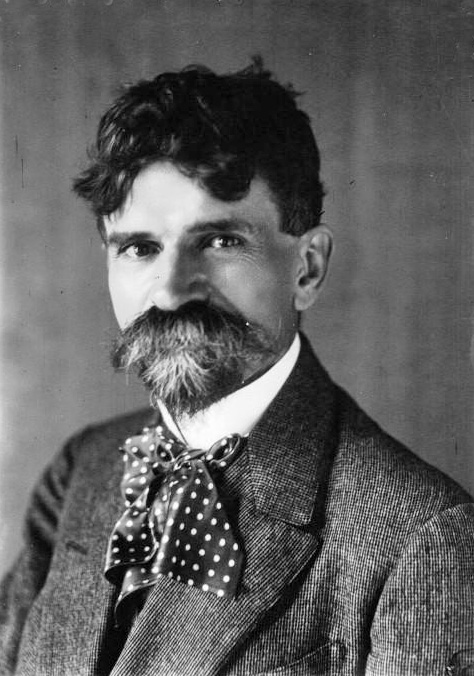
Profondément admiratif de Maurice Renard, le journaliste contemporain Georges de La Fouchardière loue l’écrivain champenois qui a écrit des choses prodigieuses faisant de lui le premier romancier de notre époque.

Au début des années 1930, Maurice Renard refait sa vie. Il divorce en 1930, puis épouse en 1932 Marie Alice Leclerc, avec qui il part s'installer sur l'île d'Oléron. Malgré toutes ses déconvenues littéraires et financières, sa place dans le monde des lettres ne diminue cependant pas durant ces années. Il est ainsi élu vice-président de la Société des gens de lettres en 1935, puis président honoraire du Syndicat des Romanciers français. Il est par ailleurs élevé au grade d'officier de la légion d'honneur en 1936, après avoir reçu celui de chevalier dix ans plus tôt. Sa place de conteur au sein de la rédaction du Matin est, elle-même, de plus en plus importante, si bien qu'à partir de 1928, il publie exclusivement ses contes dans cette revue. En 1931, il parvient à devenir le troisième titulaire d'un conte hebdomadaire, aux côtés de son ami Albert-Jean.
Au cours des années 1930, en plus de sa production de contes au Matin qui lui fournit sa principale source de revenus, Maurice Renard cherche à acquérir un second poste rédactionnel, celui de feuilletoniste. Ainsi, il entreprend en 1933 la publication en feuilleton de deux romans policiers qui mettent en scène le héros Francis Perlot (Le Bracelet d'émeraude et Le Mystère du Masque), puis à partir de 1935, c'est essentiellement dans Le Petit Parisien qu'il publie ses feuilletons. Ces derniers romans, qui mobilisent tous les grands thèmes de la littérature populaire, intrigues sentimentales, sociétés secrètes, rapt et aventures, témoignent de sa transformation définitive en romancier populaire. C’est d’ailleurs en tant que membre du jury qu’il participe aux premières éditions du prix du Roman populaire fondé en 1935, aux côtés de nombreux romanciers, tels que Georges Simenon, Albert Lejeune, Jean de La Hire, H. J. Magog ou encore Jean-Joseph Renaud,.
Il meurt des suites d'une congestion pulmonaire à la clinique Rolland de Rochefort le 18 novembre 1939. Il est enterré à l'île d'Oléron, au cimetière de Dolus-d'Oléron, une plaque est apposée sur la façade de sa maison.

## Les influences et les modèles
| Photographie d'Edgar Allan Poe. · Photographie de H. G. Wells |

Tout au long de sa carrière, bien que Maurice Renard revendique l'influence de deux grands auteurs liés à la littérature de l'imaginaire : Edgar Allan Poe et H. G. Wells, il n'en laisse pas moins transparaître une culture scientifique et littéraire étendue qu'il réinvestit dans ses propres écrits.
Durant son adolescence, Maurice Renard découvre les nouvelles d'Edgar Allan Poe. Profondément marqué par le ton fantastique de cette lecture, il se découvre une vocation littéraire. Quelques années plus tard, alors qu'il commence à être un écrivain remarqué, il publie en 1909 son manifeste « Du roman merveilleux-scientifique et de son action sur l’intelligence du progrès », qui vise à institutionnaliser le roman merveilleux-scientifique. Ainsi, ce genre littéraire repose, selon lui, sur un héritage dans lequel Edgar Allan Poe joue un rôle primordial, en particulier avec ses nouvelles, Souvenirs de M. Auguste Bedloe (1844) et La Vérité sur le cas de M. Valdemar (1845). Il montre sa profonde reconnaissance envers l'écrivain américain en lui dédicaçant la même année la nouvelle Le Rendez-vous à Poe, puis en 1913, Le Brouillard du 26 octobre. Au-delà de ces marques de reconnaissance, l'influence de Poe se remarque également dans certains de ses récits, tel que Le Singe (1925), écrit en collaboration avec Albert-Jean, dont le mystère policier semble modelé sur celui du Double Assassinat dans la rue Morgue (1841), ou encore dans le roman occultiste Le Maître de la lumière (1933), ou enfin dans nombre de ses contes, qui se concluent sur une fin fantastique horrifique dans la veine de la production de Poe.
L'influence des nouvelles d'Edgar Allan Poe s'accompagne de celles de nombreux autres auteurs fantastiques. En effet, son œuvre fantastique s'inscrit aussi dans le prolongement des écrivains symbolistes et décadents de la seconde moitié du XIXe siècle, qui se définit notamment par le retour à des thèmes mythologiques, par l'occultisme, à l'instar de Maurice Level ou encore André de Lorde. De manière plus générale, Maurice Renard est un grand lecteur de récits fantastiques et parsème par ailleurs son œuvre de multiples allusions à ses contemporains. C'est ainsi qu'au détour d'une phrase, il lui arrive de glisser des références aux œuvres de Gérard de Nerval, d'Edmond About, ou encore de Charles Nodier. Outre ces références, Maurice Renard a pu s'inspirer plus directement d'écrits de ses confrères. Ainsi, son œuvre fantastique porte l'influence notable de Jean Lorrain et surtout de Henri de Régnier, à qui il dédie d'ailleurs la nouvelle La Berlue de Madame d'Estrailles.
Le deuxième auteur qui constitue une référence pour Maurice Renard est H. G. Wells. Ainsi, dès 1908, il dédie au romancier britannique son premier ouvrage véritablement affilié à la littérature d'imagination scientifique, Le Docteur Lerne, sous-dieu. Explicitement inspiré de L'Île du docteur Moreau, le roman renardien se penche également sur le sujet des greffes contre-nature — même si, malgré cette apparente analogie thématique, les deux ouvrages sont largement traités différemment. L'écrivain champenois remet à l'honneur l'année suivante son confrère, lors de la publication de son manifeste pour la promotion du roman merveilleux-scientifique. Il consacre ainsi Wells comme le brillant promoteur du genre, non seulement en raison du nombre important de ses récits merveilleux-scientifiques, mais surtout grâce au succès qu'ils obtiennent auprès du lectorat. Enfin, si Le Péril bleu (1911) montre à nouveau l'influence du romancier britannique, c'est surtout dans la nouvelle satirique L'Homme qui voulait être invisible (1923) où la référence est la plus flagrante, puisque dans ce récit, le personnage principal cherche à renouveler l'expérience du héros de Wells.
De manière générale, Maurice Renard se réclame d'une riche tradition littéraire dans laquelle s'inscrit son œuvre. Ainsi, en 1909, au moment où il définit le roman merveilleux-scientifique, il cite comme modèles — outre Poe et Wells — les romanciers Auguste de Villiers de L'Isle-Adam, Robert Louis Stevenson et Charles Derennes. Il rajoute, en 1914, à cette liste des tenants de la littérature d'imagination scientifique, son confrère J.-H. Rosny aîné. En réalité, l'influence de l'écrivain franco-belge se fait ressentir dès 1905 avec la nouvelle préhistorique Les Vacances de Monsieur Dupont et surtout Le Péril bleu (1911), dans lequel il s'interroge sur la thématique rosnyenne de l'altérité extraterrestre. En 1921, son court roman L'Homme truqué traite d'un autre thème précédemment abordé par Rosny aîné en 1915 dans L'Énigme de Givreuse, celui du retour du front du soldat blessé, dont le corps a été modifié malgré lui par la recherche scientifique. Maurice Renard rend d'ailleurs directement hommage à L' Énigme de Givreuse en 1925 en citant le roman et son auteur dans un passage du récit Le Singe.

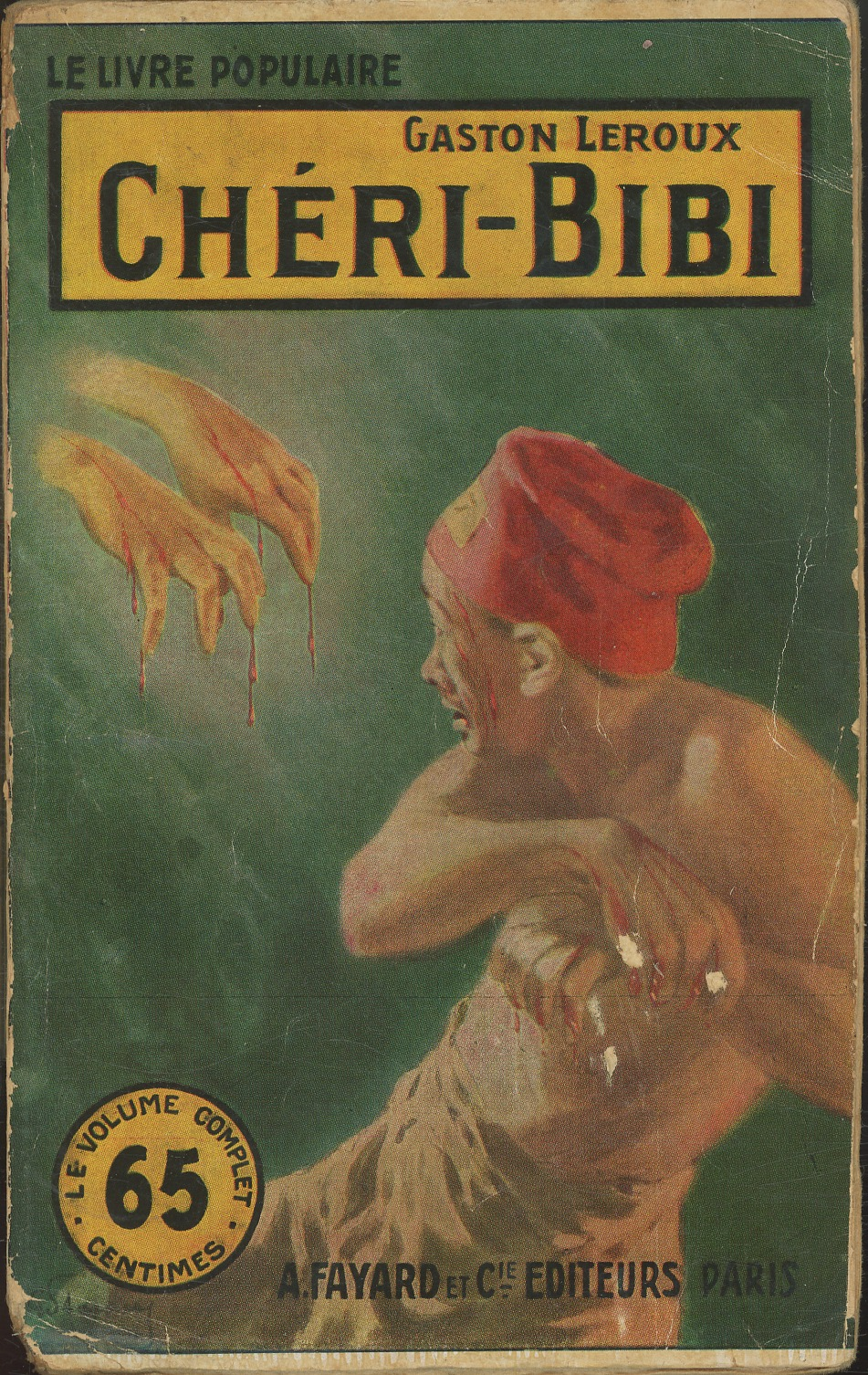
Pour construire quelques-uns de ses romans-feuilletons tels que Les Mains d'Orlac et Le Maître de la lumière, Maurice Renard puise son inspiration dans les romans de l'erreur judiciaire, à l'instar du réputé Chéri-Bibi de Gaston Leroux.

Au-delà des modèles revendiqués, Maurice Renard puise son inspiration dans un héritage littéraire bien plus étendu. Ainsi, si la référence à L'Île du docteur Moreau de H. G. Wells est évidente, son roman Le Docteur Lerne, sous-dieu rappelle également les métamorphoses mythologiques, ainsi que dans les récits libertins du XVIIIe siècle. En outre, bien qu'au début de sa carrière littéraire, il promeuve l'utilisation d'un style littéraire exigeant, il se reconvertit après la Première Guerre mondiale en feuilletoniste et aborde les thématiques chères aux romanciers populaires. C'est ainsi qu'il trouve l'inspiration dans les grands feuilletons, en particulier dans les romans de l'erreur judiciaire qui connaissent un grand succès depuis la fin du XIXe siècle. Ses romans Les Mains d'Orlac et Le Maître de la lumière témoignent de cette reprise des modèles utilisés avec succès par Gaston Leroux ou encore par le duo Pierre Souvestre et Marcel Allain.
Enfin, la tradition littéraire dans laquelle Maurice Renard se fond s'exerce aussi par défaut avec la reprise de thèmes qu'il moque ou parodie. Lorsqu'il commence à écrire de la littérature d'imagination scientifique, le grand modèle au début du XXe siècle du genre est Jules Verne. Cependant, son œuvre est cataloguée comme une littérature enfantine, c'est pourquoi Maurice Renard essaie de s'en démarquer le plus possible. En effet, non seulement il rejette catégoriquement le romancier normand des tenants du roman merveilleux-scientifique dans son manifeste de 1909, mais il s'emploie également à prendre le contre-pied de ses thématiques dans deux de ses récits : Le Voyage immobile (1909) et Le Péril bleu (1911). Ainsi, dans la nouvelle de 1909, Maurice Renard met en récit un tour du monde réalisé en un jour grâce à l'aérofixe, un appareil faisant contraste avec les moyens de locomotion toujours plus rapides imaginés par Jules Verne. Dans le roman Le Péril bleu, il rend hommage de manière irrévérencieuse à Jules Verne, dont il moque l'optimisme puéril des personnages en mettant en scène Tiburce, un jeune homme parodiant le comportement de Phileas Fogg,. En outre, ce personnage de Tiburce est aussi l'occasion pour Maurice Renard de pasticher le genre policier de Conan Doyle, puisque le jeune homme, se revendiquant « sherlockiste », réutilise toutes les méthodes du détective britannique — mais dont les déductions sont, cependant, toutes erronées.

## Le théoricien du roman merveilleux-scientifique

### Un projet littéraire en constante évolution
Durant une grande partie de sa carrière, Maurice Renard mène un projet littéraire d'affirmation d'un genre romanesque. Celui-ci prend le nom de « roman merveilleux-scientifique » pendant quelques années avant qu'il n'en fasse évoluer le nom et la définition.
C'est en 1909 qu'il publie un article intitulé « Du roman merveilleux-scientifique et de son action sur l'intelligence du progrès » dans la revue Le Spectateur. Conçu comme un manifeste, cet article a vocation à imposer dans le champ critique l'existence d'un genre romanesque — qualifié de « merveilleux-scientifique » — dont il affirme l'autonomie et la valeur littéraire. Pour cela, il procède de deux manières. Tout d’abord il cherche à fixer des règles de composition pour la littérature d’imagination scientifique pour lesquelles l’écrivain doit se positionner en véritable savant utilisant les conditions de l’expérience scientifique comme modèle de son écriture romanesque. Ainsi, il introduit à la base de son intrigue un sophisme — c’est-à-dire un élément vicié — qu’il doit ensuite développer de manière la plus rigoureusement logique. C’est donc dans le monde familier du lecteur que le récit merveilleux-scientifique prend place ; mais dans lequel l’écrivain opère une modification d’une loi scientifique ou en instaure une nouvelle, inédite mais néanmoins rationnelle,. In fine, Maurice Renard cherche, avec cette démarche, à non seulement initier le lecteur aux méthodes scientifiques, mais également à provoquer chez lui une réflexion sur les bonnes et mauvaises surprises de la science à venir. Dans un second temps, il s’attache à, non pas se positionner en fondateur d’une nouvelle école, mais au contraire à inscrire ce genre dans une longue et riche tradition littéraire. S’il accorde une place prééminente à deux auteurs en particulier : Edgar Poe, désigné comme le fondateur du récit merveilleux-scientifique, et H. G. Wells, qui le popularisa grâce à ses nombreuses œuvres, Maurice Renard cite de nombreux auteurs, artisans de ce genre nouveau, parmi lesquels Auguste de Villiers de L'Isle-Adam, Robert Louis Stevenson ou encore Charles Derennes. À l’inverse, il écarte catégoriquement de son corpus Jules Verne, accusé d’avoir une démarche exclusivement scientifique — qu’elle soit en termes de vulgarisation ou d’extrapolation à partir de la réalité —, délaissant l’aspect merveilleux.

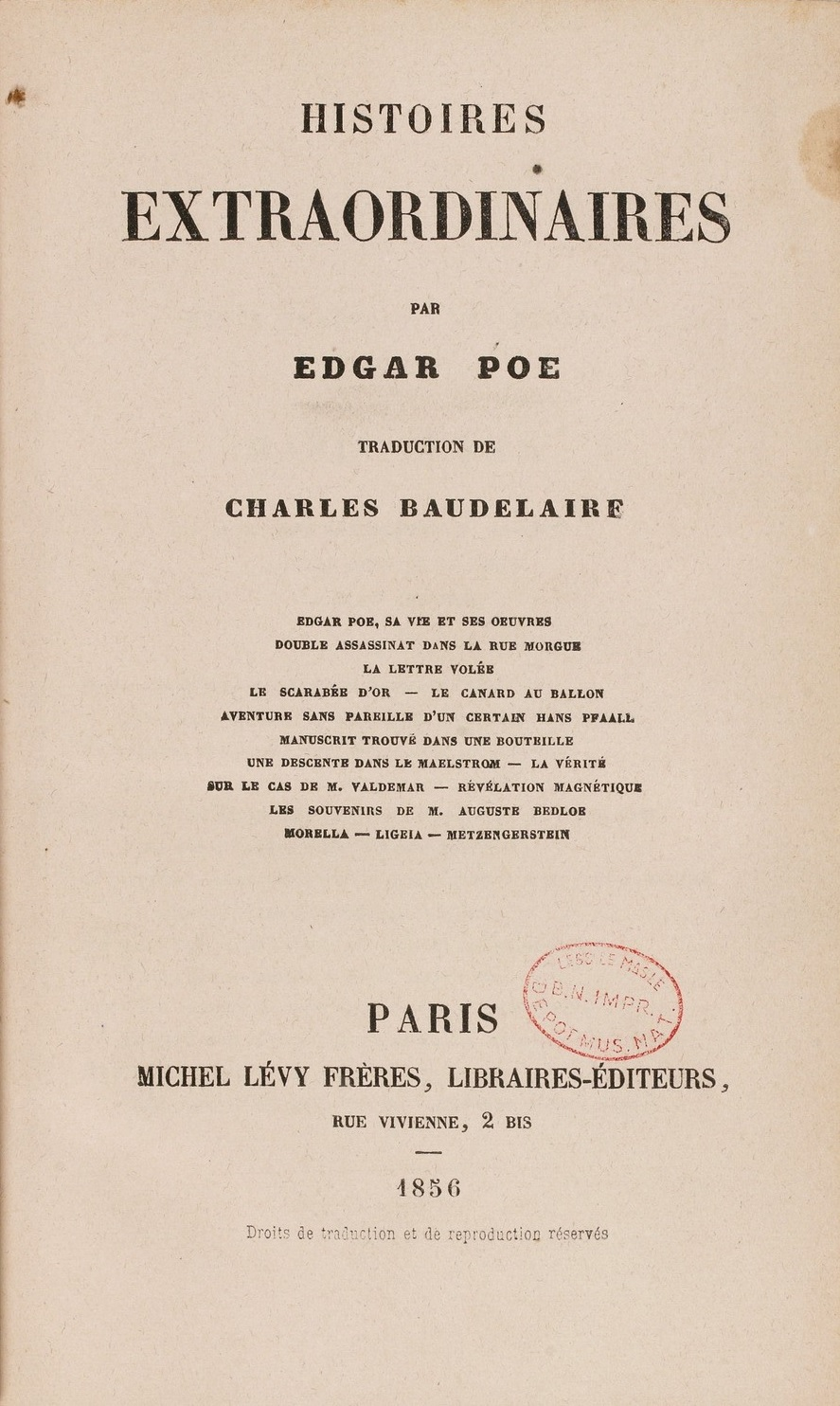
Traduit en français par Charles Baudelaire dans les Histoires extraordinaires, la nouvelle d’Edgar Poe, La Vérité sur le cas de M. Valdemar (1845), met en récit une expérience hypnotique pour retarder la mort d’un homme mourant.
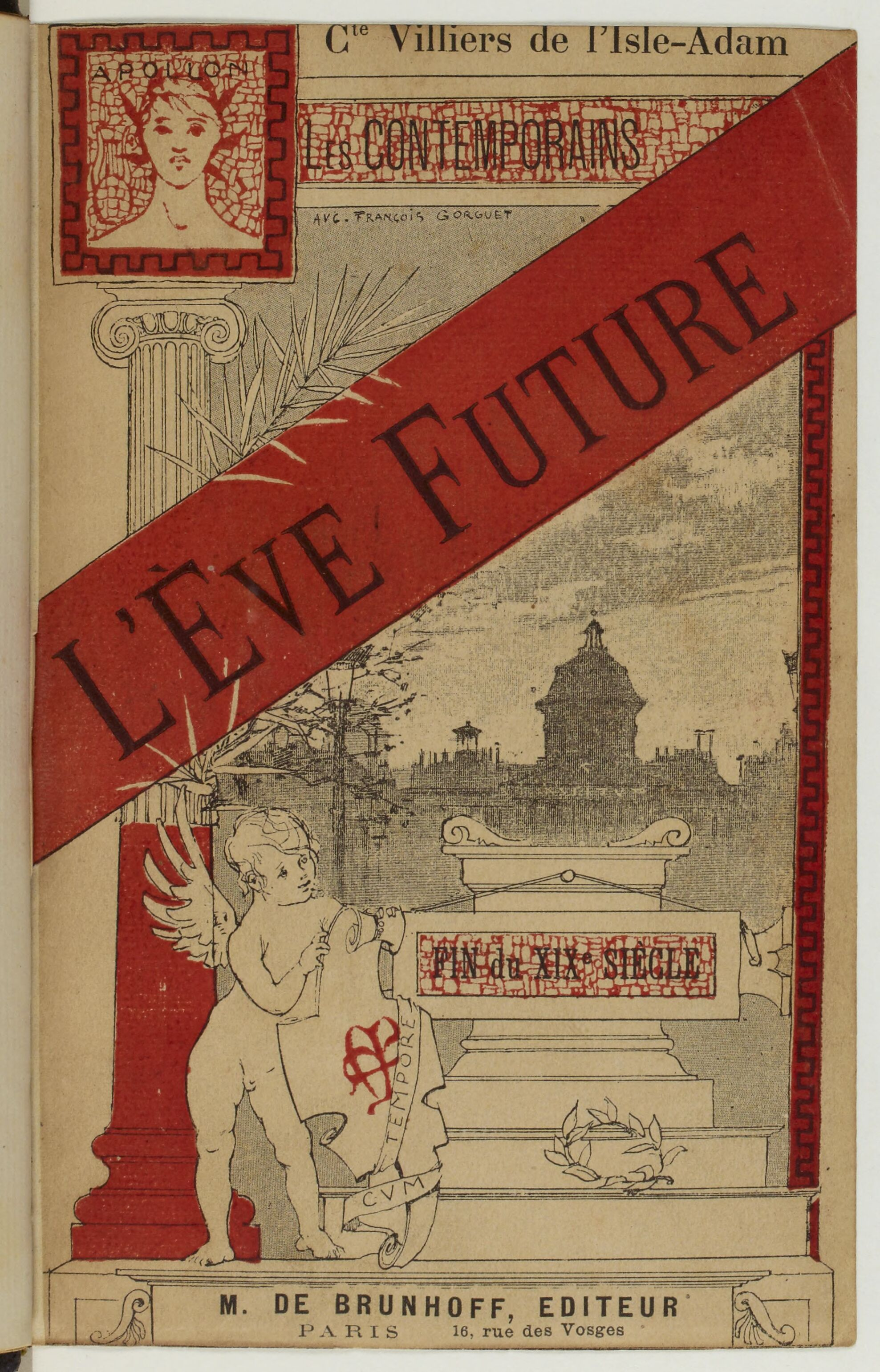
Auguste de Villiers de L'Isle-Adam imagine dans L'Ève future (1886) une « andréide » à laquelle une âme humaine a été transplantée.
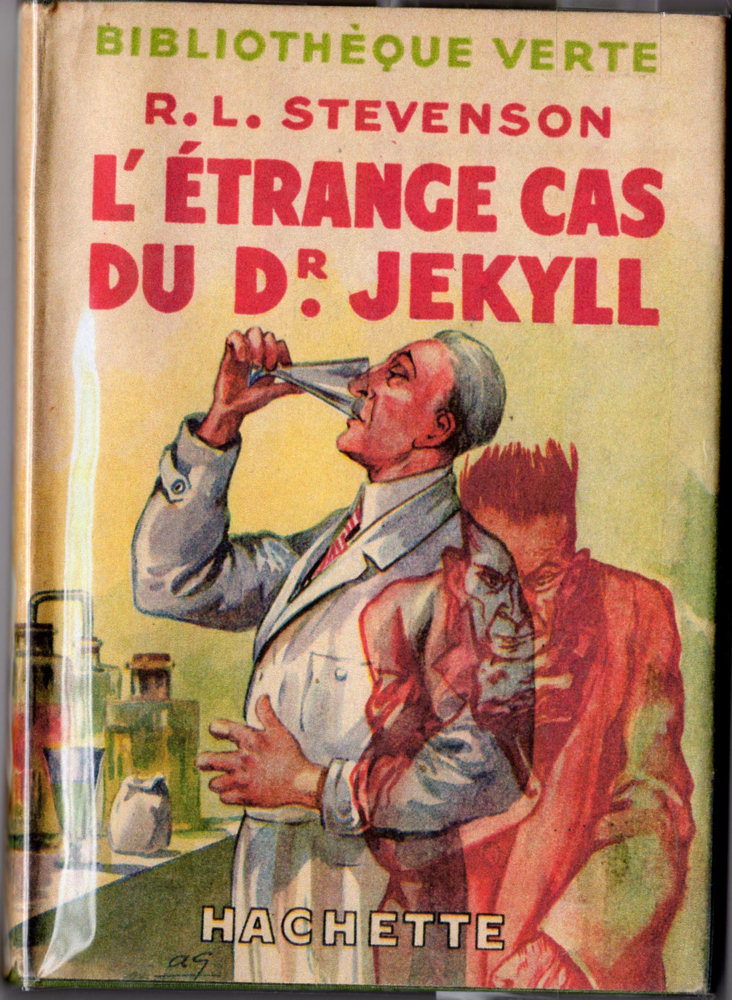
Le romancier Robert Louis Stevenson imagine, en 1886, un diabolique dédoublement de personnalité dont est victime le docteur Jekyll, lorsqu’il se transforme en la personne du malfaisant Mister Hyde.
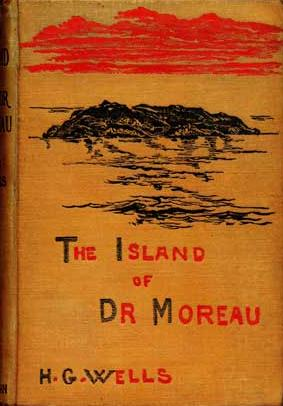
Avec L'Île du docteur Moreau (1886), H. G. Wells questionne les rapports humains-animaux en mettant en scène des expériences sur les animaux, victimes de greffes et de multiples interventions chirurgicales, qui ont pour objectif d’en faire des hommes capables de penser et de parler.
- Le Peuple du Pôle (1907) de Charles Derennes traite du thème du monde perdu dans lequel vivent des « anthroposaures », une espèce intelligente et dotée d’une formidable technologie, qui descend des dinosaures.

Bien que l’article bénéficie d’un retentissement important dans le microcosme littéraire parisien au début des années 1910, la tentative de Maurice Renard pour légitimer le genre merveilleux-scientifique ne parvient pas à s’imposer au-delà d’un cercle restreint de proches. Et c’est d’ailleurs pour gagner en reconnaissance et éviter la dissolution du genre que l’écrivain champenois produit entre 1909 et 1928 une série d’articles dans lesquels il approfondit ou corrige ses vues, tout en gardant comme invariable caractéristique que cette littérature d’imagination scientifique doit s’adresser à l’intelligence du lecteur. Ainsi, si en 1914 il réaffirme les objectifs du roman merveilleux-scientifique et fait entrer Rosny aîné dans son corpus, à partir de 1923, pour contrer les critiques qui reprochaient au genre de trop verser dans la fantaisie au détriment de la rigueur scientifique, Maurice Renard procède à des changements onomastiques. Tout d’abord, dans son article « Depuis Sinbad » (1923), c’est avec un ton exaspéré qu’il rejette catégoriquement l’expression « merveilleux-scientifique » au profit de « parascientifique », mieux à même d’illustrer le positionnement du genre situé en marge de la science. En 1928, Maurice Renard publie un dernier article critique sur le « merveilleux-scientifique » au ton à présent désabusé. C’est sous le vocable « roman d’hypothèse » qu’il propose une définition plus souple. En effet, alors que dans ses écrits précédents, il a toujours insisté sur le fait que le merveilleux-scientifique constitue uniquement une fin et non un moyen, il reconnaît dans cet article que l’imaginaire scientifique peut également servir à exprimer des opinions sociologiques. Cet assouplissement définitionnel entraîne par conséquent un élargissement de son corpus littéraire avec l’entrée d’auteurs satiriques, tels que Voltaire et Jonathan Swift.

### Le «Prix Maurice-Renard», ultime tentative de pérennisation du roman merveilleux-scientifique

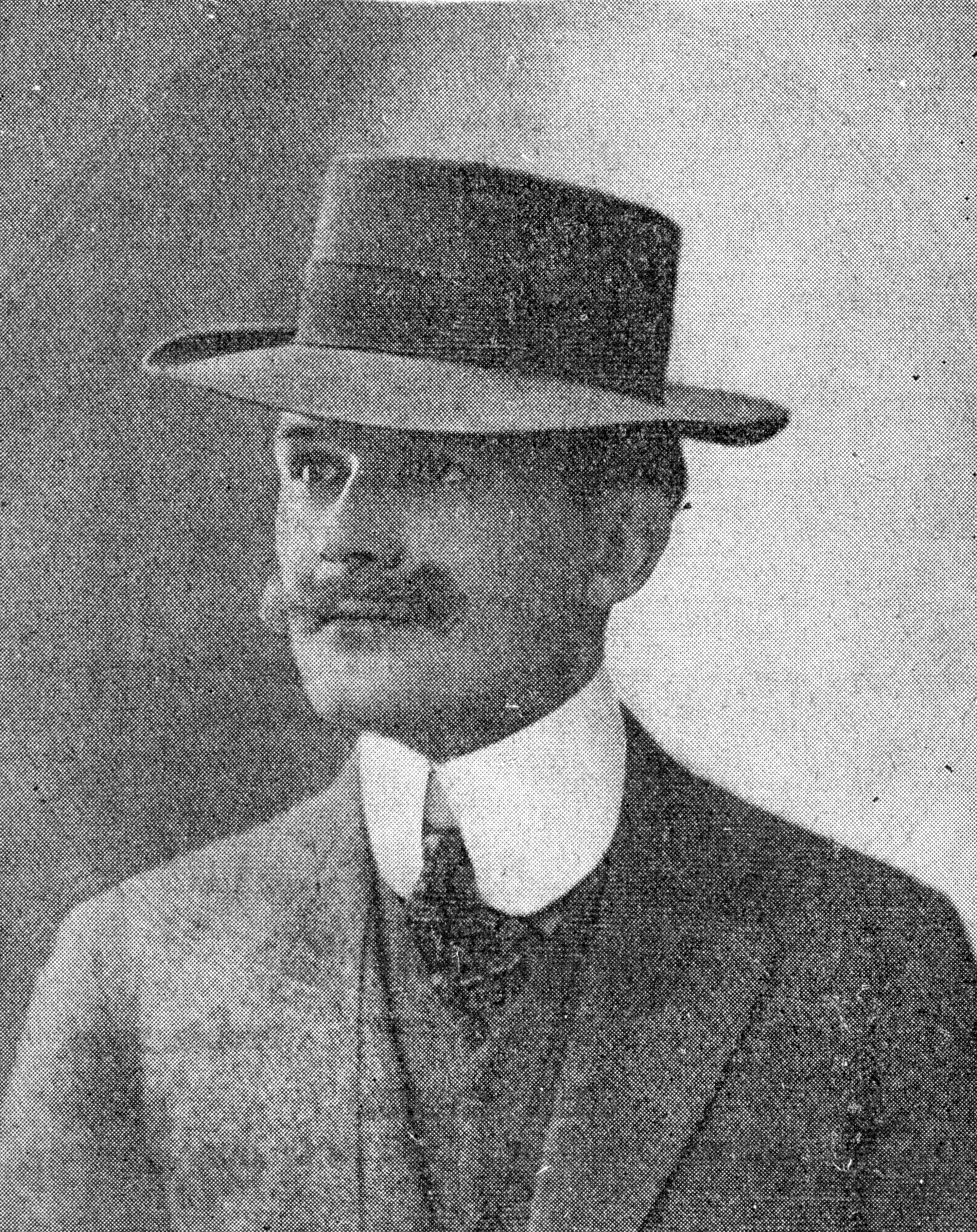
Premier récipiendaire du prix Maurice-Renard en 1922, Jean-Joseph Renaud doit incarner, aux yeux de Maurice Renard, le renouveau du roman merveilleux-scientifique auprès du grand public.

En parallèle à ses articles théoriques destinés à légitimer et pérenniser le genre, il met en place à partir de 1922 un prix récompensant les romans d'imagination scientifique. Durant les dix années d’existence du prix Maurice-Renard, l’écrivain récompense, sous le patronage de la Société des Gens de Lettres dont il est un membre actif, un écrivain qui a su réunir au sein d’une œuvre les éléments fondamentaux du roman merveilleux-scientifique, à savoir l’intelligence et la logique, la bonne facture et bien sûr l’émerveillement. Malgré des finances toujours difficiles, il dote le prix d’une somme importante sur ses propres fonds. Cette nouvelle stratégie littéraire témoigne de sa volonté toujours vivace de légitimer le roman d’imagination scientifique. Ainsi, après avoir constitué un panthéon littéraire à travers ses articles, il cherche à présent, avec ce prix, à promouvoir les auteurs qui pourront incarner le renouveau du merveilleux-scientifique. En outre, le programme de sélection des romans doit permettre d’illustrer la typologie du roman d’hypothèse présentée dans ses articles théoriques. S’il remplit bien cette fonction indicative, la liste des auteurs primés témoigne également des métamorphoses opérées au sein du merveilleux-scientifique, avec notamment l’adoption de nouveaux thèmes. En 1932, le refus du prix par un lauréat met fin à cette récompense. Il révèle, par ailleurs, l’échec de Maurice Renard à, non seulement consolider un mouvement littéraire autour de lui, mais plus généralement à pérenniser la littérature merveilleuse-scientifique auprès du grand public.

## Un écrivain à la production hybride

### Maurice Renard, «scribe des miracles»
Qualifié de « scribe des miracles » par l'essayiste Jacques Van Herp en 1956, dans un des premiers articles posthumes consacrés à l'écrivain champenois, publié dans la revue Fiction no 28,, Maurice Renard se distingue par une approche atypique de la littérature de l'imaginaire, qui semble continuellement tiraillée entre le fantastique, l'horreur gothique, la fantasy mythologique et le roman scientifique.

#### Le conteur fantastique
Maurice Renard aborde l'écriture conjecturale en 1905 avec un recueil de nouvelles fantastiques, Fantômes et Fantoches. Durant toute sa carrière littéraire, il écrit une multitude de contes et nouvelles publiés dans la presse, et quelquefois regroupés dans des recueils pour une parution en librairie. En effet, parce que la brièveté des récits renforce l'expression de l'étrangeté et du mystère, Maurice Renard privilégie le format court — la nouvelle ou le conte — pour son œuvre fantastique. Une autre caractéristique de ses récits fantastiques est de créer en permanence une ambiguïté entre le réel et le surnaturel. Ainsi, s'il laisse une alternative rationnelle à des faits parfaitement mystérieux, il privilégie de manière subtile in fine toujours l'explication surnaturelle. En effet, Maurice Renard utilise surtout le genre fantastique afin de recréer un univers magique, et ainsi faire de la poésie. C'est aussi la raison pour laquelle il privilégie le format court, car le fantastique de Renard tient plus de la poésie que véritablement du roman.

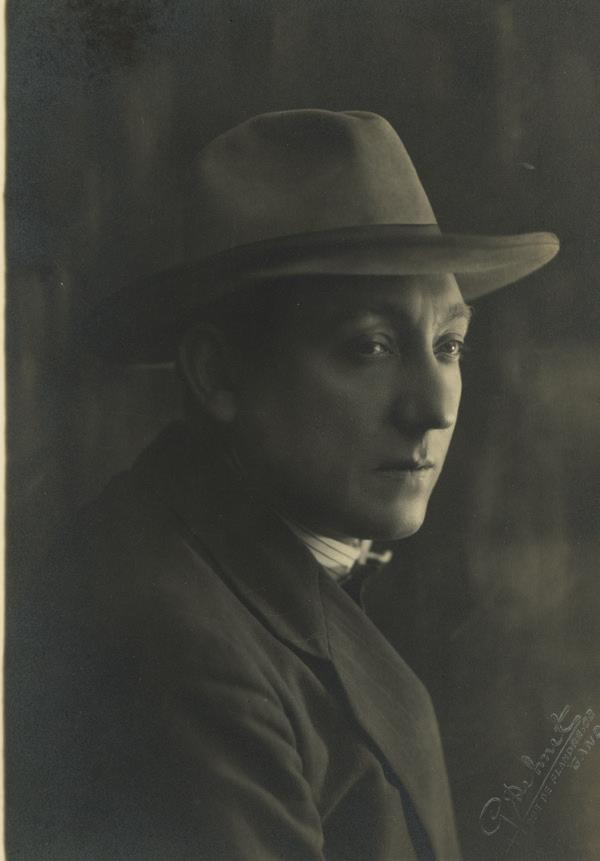
Ami de Maurice Renard, Jean Ray loue un « écrivain d'une puissance rare […] qui suit, seul, sa vie singulière et dangereuse d'évocateur de l'épouvante ».

Surnommé le « maître de l'épouvante » par son confrère et ami Jean Ray, Maurice Renard multiplie les thèmes liés aux morts mystérieuses, au complot meurtrier ou plus généralement au genre horrifique. Se déroulant à différentes époques, nombre de ses récits ont pour cadre, tout d'abord, l'Italie de la Renaissance, à l'instar de Le Lapidaire  (1905), qui raconte la tragédie d'un vieil homme possédant une merveilleuse collection de pierres précieuses attirant toutes les convoitises, ou encore de La Gloire de Comacchio (1913), dans lequel un sculpteur envoûte ses créations afin de se venger de son rival. L’Affaire du miroir (1926), se déroulant dans la France de l'époque moderne, se conclut par l'exécution pour faits de sorcellerie d'une sorte de comte de Saint-Germain, dans lequel le narrateur impose une version fantastique à ce qui ne pourrait n'être qu'une banale histoire d'adultère. Maurice Renard met également à profit le genre fantastique pour jouer avec les terreurs enfantines. Ainsi, tandis qu'il met en scène un enfant voyant une main de plâtre devenir vivante dans La Main morte (1926), dans le conte L'Épouvantail (1927), ce sont deux enfants qui font face à l'épouvantail qu'ils s'amusent régulièrement à maltraiter. Dans La Sonnette (1925), cette fois-ci, le narrateur se souvient qu'enfant, sa grand-mère lui interdisait d'utiliser la sonnette sous peine d'invoquer le diable. Certains animaux accèdent — ou semblent accéder — à un certaine conscience dans Le Papillon de la mort (1927), qui voit la vengeance d'un papillon envers son tortionnaire, ou encore avec Le Requin (1936), qui met en scène l'apparition de nouvelles espèces sanguinaires. Les récits Château hanté (1916) et Jeff, le scaphandrier (1932) partagent en commun des objets — respectivement des armures de chevaliers et une combinaison de plongée — de s'éveiller à la vie. Enfin, sa nouvelle Le Rendez-vous (1908) raconte l'angoisse d'un hypnotiseur qui voit revenir sa victime même après la mort — à l'instar de M. Valdemar qui inspire par ailleurs la nouvelle — sans parvenir à lui échapper.

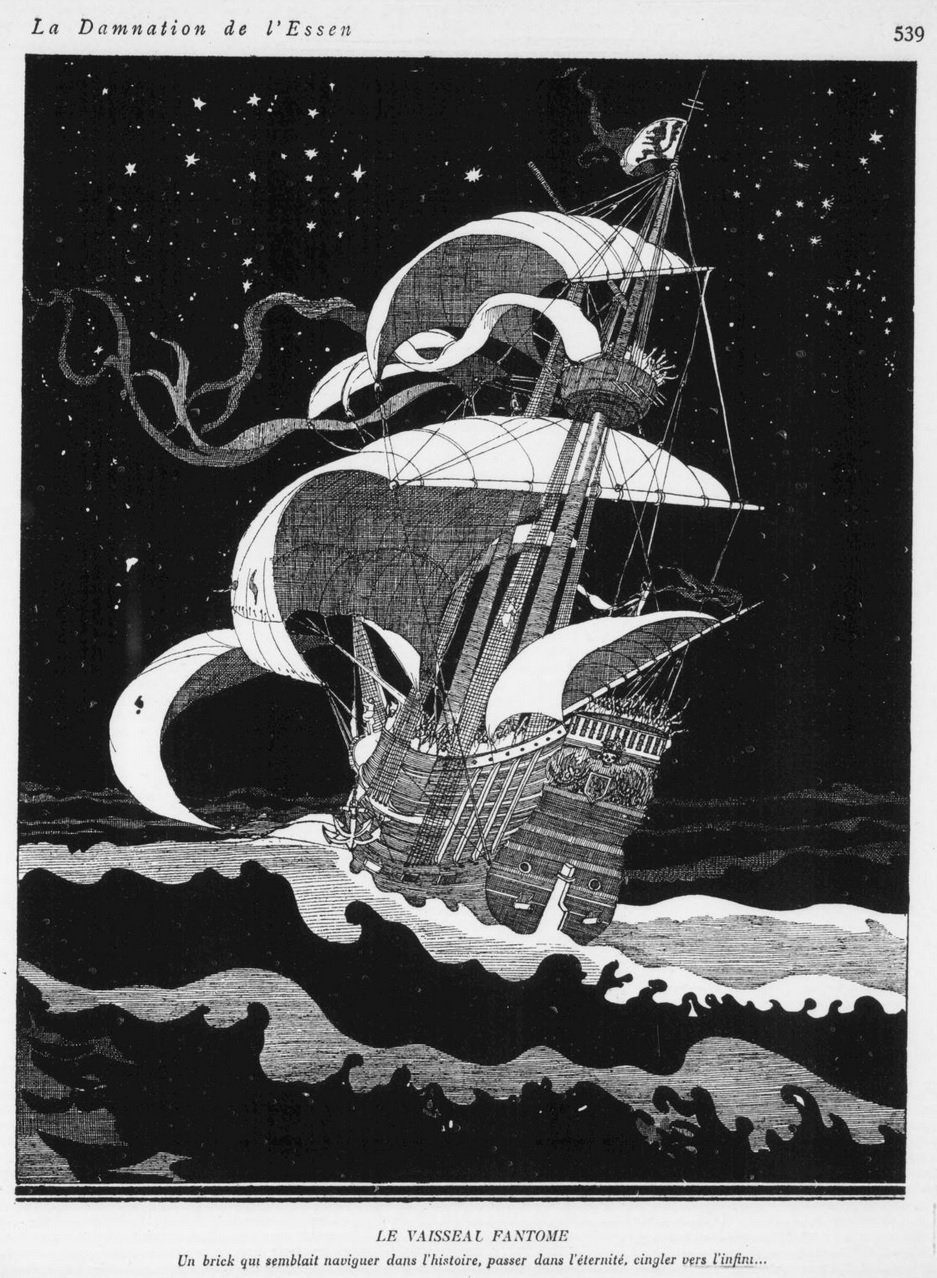
En 1923, dans la nouvelle La Damnation de l'Essen, Maurice Renard raconte l'histoire de lEssen devenu vaisseau fantôme.

C'est néanmoins dans les histoires d'apparition de fantômes et plus généralement de phénomènes extrasensoriels que le fantastique de Renard s'exprime de façon la plus originale. Dans la nouvelle Aux Écoutes des ténèbres (1921), un soldat du front reçoit l'appel téléphonique d'un camarade tué quelques jours plus tôt, tandis que dans Un mirage (1928), c'est un paysan qui rêve de la tour Eiffel au moment même où son fils se suicide du haut du monument. Ici, l'élément fantastique apparaît seulement dans la chute, quand les protagonistes découvrent la funeste vérité, alors qu'à l'inverse, dans Le Spectre photographié (1934), le narrateur, pensant avoir photographié un fantôme dans une usine désaffectée, apprend finalement qu'il s'agit d'une fortuite mystification. Le conte Qui sait ? (1925) met en scène un compositeur mort, venu assister à la première posthume de son oratorio, à moins qu'il ne s'agisse d'une hallucination du musicien. La nouvelle Brouillard en mer (1935) reprend le thème du vaisseau fantôme, tandis que La Damnation de l'Essen (1923) en est une transposition moderne,.

#### Renard et l'intrusion du bestiaire mythologique
Dans sa production littéraire, le mythologique revêt une importance singulière à travers la réactualisation de figures fabuleuses. Cette résurgence à l'époque contemporaine de mythes anciens est d'ailleurs l'un des thèmes favoris de Maurice Renard.

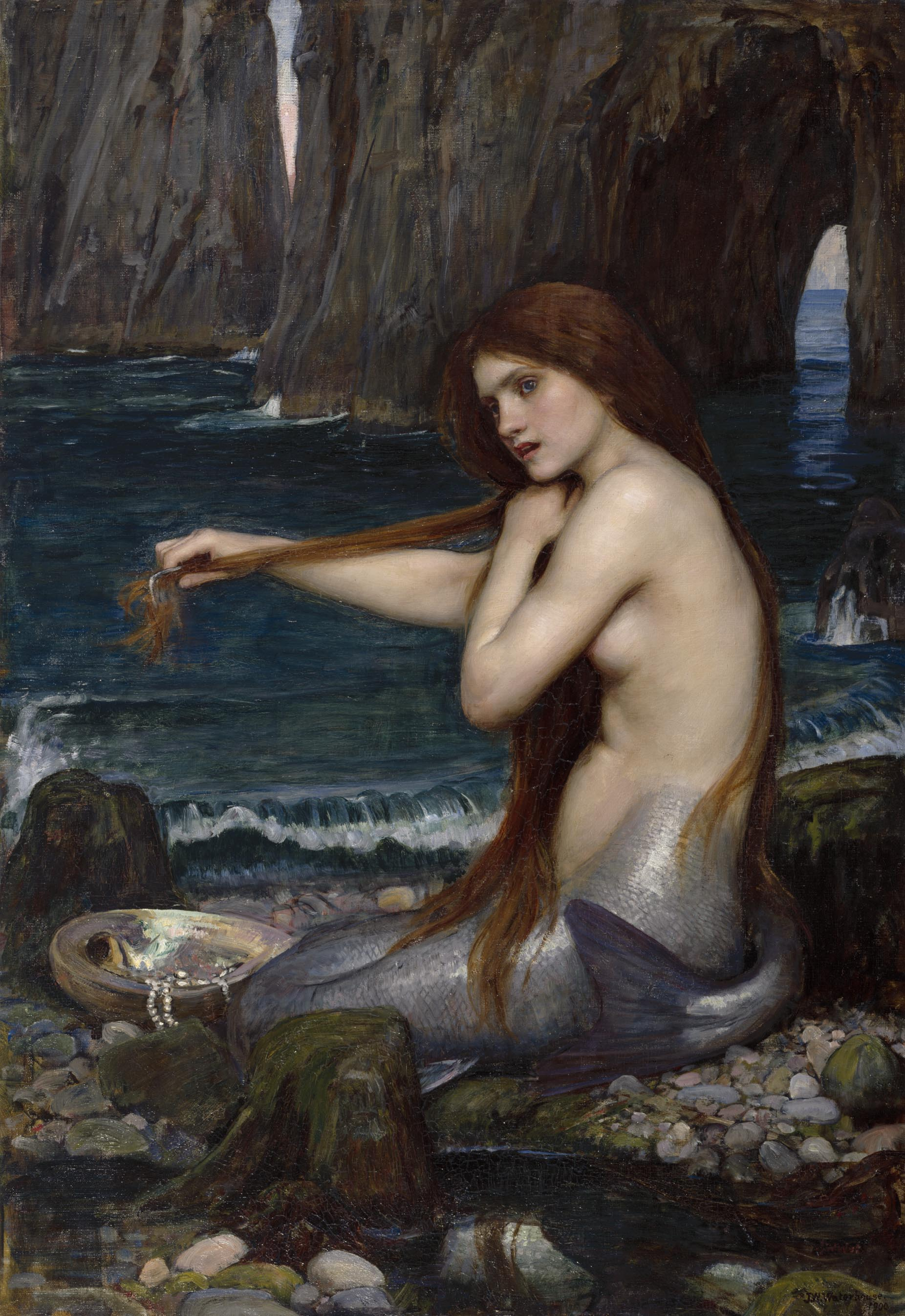
Créatures mythologiques par excellence, les sirènes apparaissent comme une allégorie du merveilleux que met en récit Maurice Renard.

Ces récits, qui préfigurent une forme de « fantasy mythologique », fonctionnent d'ailleurs sur le même principe que ses œuvres fantastiques. En effet, de la même manière, il privilégie le format court des contes, dans lesquels il laisse planer le doute quant à la réalité de ces êtres mythologiques qu'il met en récit. C'est ainsi que les sirènes et leur chant fabuleux sont évoqués dans La Mort et le coquillage (1907) qui narre la mort d'un homme ayant écouté le chant d'une sirène, ou encore dans La Cantatrice (1911), qui met en scène une mystérieuse chanteuse d'opéra à la voix enchanteresse. Le Baiser fabuleux (1928) met également à l'honneur ces êtres marins sous les auspices de l'ivresse et des mirages. Le conte Hippolyte (1928) raconte la vie d'un homme amputé de ses deux jambes, passant ses journées dans une caserne de dragons et mettant sa profonde connaissance et sa compréhension intuitive des chevaux, au service des cavaliers. À sa mort, la narrateur découvre dans sa chambre des murs tapissés de tableaux et de gravures de centaures. Il évoque alors la possibilité qu'Hippolyte ait été un centaure mutilé. Le récit L'Ogre (1933) n'est, quant à lui, qu'une évocation d'une figure mythique, puisqu'il raconte la tragique geste d'une petite fille qui assassine un gentil vieux monsieur le prenant pour l'ogre de son conte de fée favori.
Par ailleurs, son premier roman publié sous son vrai nom, Le Docteur Lerne, sous-dieu (1908) témoigne autant de ses lectures des métamorphoses mythologiques que de ces êtres légendaires qu'il affectionne. Ainsi, le docteur Lerne a mis au point une technique de greffe des tissus vivants qui permet de transférer l'esprit d'un être vivant — humain ou animal — dans un corps étranger. Il nomme cet art, l'« opération circéenne » — du nom de la magicienne Circé qui transforme les compagnons d'Ulysse en porcs dans L'Odyssée —, tandis qu’il transfère l’esprit de son neveu, Nicolas Vermont, dans le corps d’un taureau appelé « Jupiter ». Le nom du docteur renvoie d'ailleurs directement à l'hydre de Lerne, un animal fabuleux aux nombreuses têtes qui réapparaissent à chaque fois que l'une d'entre elles est coupée. Ainsi, à la manière de l'hydre, dont les caractéristiques la rendent virtuellement invincible, l'esprit du docteur parvient à s'échapper à la fin du roman dans un nouveau corps, celui d'une voiture.
| détail d'un lécythe représentant une femme.                          |
| La magicienne Circé a métamorphosé les compagnons d'Ulysse en porcs. |

| Céramique grecque représentant un homme faisant face à trois êtres au corps d'homme et à la tête de porc. |
| Ulysse apporte l'antidote à ses compagnons pour qu'ils retrouvent leur apparence humaine.                 |

| Céramique grecque représentant un homme affrontant une hydre. |
| Héraclès affronte l'Hydre de Lerne.                           |

#### Le merveilleux scientifique en pratique
Pour définir le roman merveilleux-scientifique, Maurice Renard explique que le récit doit reposer sur un sophisme, c'est-à-dire que l'auteur doit définir une prémisse fausse, par exemple une modification d'une loi scientifique — que ce soit par l'altération d'une loi biologique (du corps humain), chimique (de la matière) ou physique (de la nature) —, sur laquelle il doit en tirer tout un raisonnement logique. Ainsi, dans ses propres récits merveilleux-scientifiques, Maurice Renard applique également sa théorie avec la plus implacable des logiques, à l'instar du roman Le Docteur Lerne, où il exploite l'idée de la greffe jusqu'à ses conséquences les plus extrêmes (greffe homme-animal, animal-végétal, puis enfin homme-machine). En effet, ce qui intéresse véritablement l'écrivain champenois, ce n'est pas tant l'action que les conséquences qui découlent de cette altération des lois scientifiques. C'est d'ailleurs pourquoi, à la différence de Wells qui montre dans L'Île du docteur Moreau son horreur pour les greffes contre-nature, Le Docteur Lerne laisse percevoir la fascination de son auteur pour une science qu'il conçoit véritablement comme une entreprise prométhéenne. Et d'une manière générale, la science qu'il met en fiction est toujours liée à l'extension de la visibilité, elle-même permise grâce à de nouveaux instruments optiques — rayons X, télescopes, microscopes ou encore photographie — qui permettent non seulement de mettre en lumière les limites du savoir humain, mais également d'apporter in fine une vision nouvelle sur le monde connu. Néanmoins, sa pratique du roman merveilleux-scientifique a évolué au cours de sa carrière, en parallèle à ses tentatives théoriques pour redéfinir et populariser le genre. Après la guerre et les horreurs causées par la technologie, sa fascination s'amenuise et il offre un regard plus nuancé sur la technologie, que ce soit dans le court roman L'Homme truqué (1921) ou dans la nouvelle La Rumeur dans la montagne (1920), dans laquelle la technologie est présentée pour ses effets destructeurs de la capacité de rêves poético-utopiques.. Progressivement, l'élément merveilleux-scientifique ne joue plus qu'un rôle de gadget scientifique dont la fonction se limite à déclencher l'action, et non plus à donner lieu à des interrogations sur la nature humaine ou sur le cosmos. D'ailleurs, ces récits deviennent de plus en plus rares, si bien que son dernier roman apparenté au genre est Le Maître de la lumière paru en 1933. Ainsi, dans sa production littéraire, son œuvre merveilleuse-scientifique comprend sept romans et quelques dizaines de nouvelles.

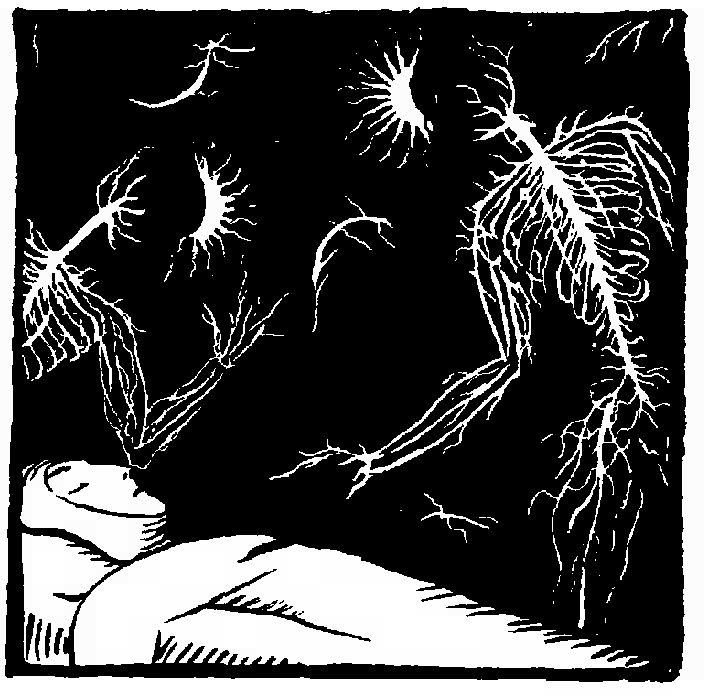
Pourvu d'électroscopes, le héros de L'Homme truqué est capable de voir le système nerveux de son entourage.

Son premier roman merveilleux-scientifique, Le Docteur Lerne (1908), porte sur l'altération d'une loi biologique, celle de la greffe réussie — à laquelle s'essaient quelques grands chirurgiens au début du XXe siècle. En admettant comme certitude l'hypothèse scientifique de la greffe entre les règnes animal et végétal, le roman raconte les expériences de greffe de cerveaux menées par le docteur Lerne afin d'intervertir les personnalités entre animaux et humains. En manipulant à l'extrême ces transferts de cerveaux, le docteur cherche à atteindre l'immortalité en transférant sa conscience dans une automobile. En 1920, il reprend le thème de la greffe humaine dans le roman Les Mains d'Orlac. Dans ce récit, un célèbre pianiste se voit greffer de nouvelles mains après un accident. Après son opération chirurgicale, alors qu'il apprend que ses mains étaient celles d'un assassin condamné à mort, des événements étranges apparaissent dans son entourage. Maurice Renard y traite du merveilleux à la manière d’un sujet d’étude. En effet, ici le merveilleux n’est pas un élément fantastique, mais au contraire le résultat de la mise au point d’une technique inédite — c’est-à-dire une greffe de main en 1920 —, dont il s’agit d’étudier toutes les conséquences possibles : la question de la suggestibilité, mais également les troubles psychosomatiques, physiologiques et psychologiques. Après l'« homme-hybride », premier stade de l'amélioration de l'humain en le faisant bénéficier d'une greffe issue d'un animal ou d'un autre humain, Maurice Renard va plus loin en mettant en récit l'« homme augmenté », qui a reçu, afin d'améliorer ses capacités, non pas une greffe organique, mais un implant technologique. C'est ici le thème du roman L'Homme truqué (1921), dans lequel le héros reçoit un implant oculaire. En effet, ayant perdu l'usage de ses yeux pendant la Première Guerre mondiale, Jean Lebris sert de cobaye à un mystérieux savant qui, plutôt que rétablir sa vue, le dote d'électroscopes, lui permettant de voir l'électricité. Le thème du surhomme, récurrent dans le genre merveilleux-scientifique, prend la forme chez Maurice Renard d'une interrogation, à travers les expériences scientifiques de savants ambitieux et immoraux, sur les limites de l'homme. Dans deux autres nouvelles, l'écrivain s'interroge sur les changements qui peuvent être apportés au corps humain. Ainsi, dans L'Homme au corps subtil (1912), un voyou met à profit la découverte du savant Bouvancourt afin de pouvoir traverser la matière, et au cas particulier les murs d'une banque, tandis que dans L'Homme qui voulait être invisible (1923), un individu cherche à renouveler l'expérience du héros de H. G. Wells.

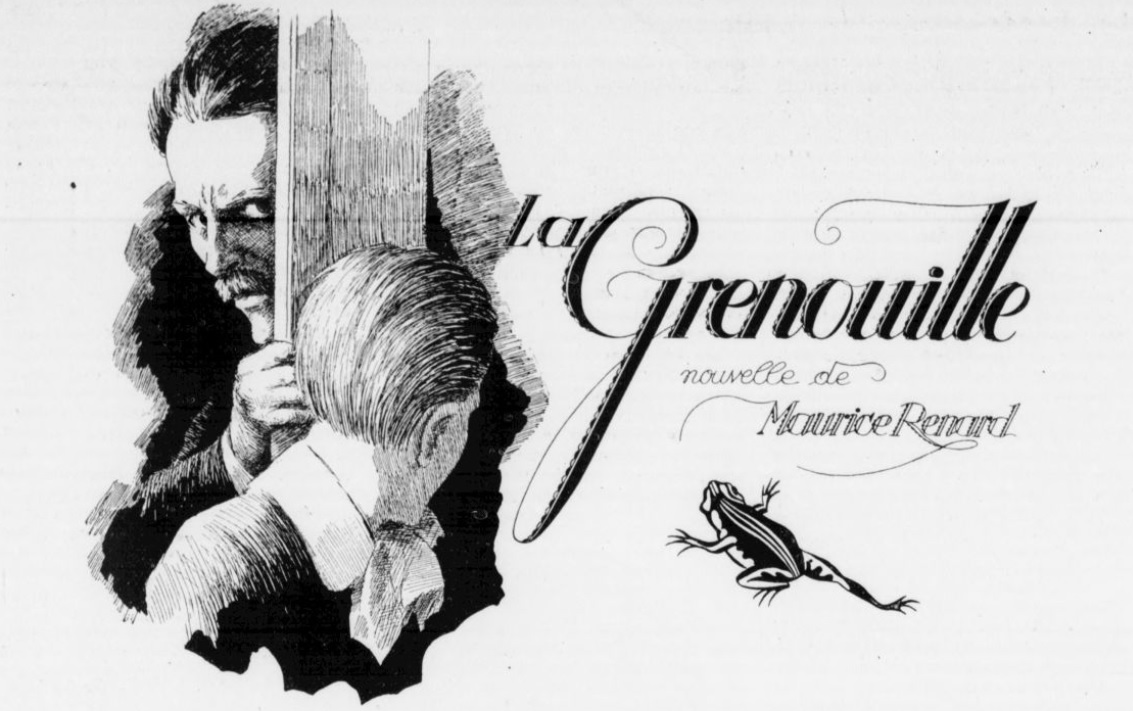
La nouvelle La Grenouille (1922) est une mise en fiction d'une tentative de résurrection grâce à une expérience galvanique.

Un autre point de départ du récit merveilleux-scientifique sur lequel s'appuie Maurice Renard, concerne l'altération des lois chimiques, c'est-à-dire celles qui portent sur la matière et ses transformations. Tout d'abord, pour l'auteur, cela passe notamment par des expériences faites sur le corps humain, non plus dans le but de créer un homme augmenté, mais simplement de s'affranchir des contraintes biologiques. Ainsi, en 1922, il publie la nouvelle La Grenouille, dans laquelle il met en scène un professeur de physique qui parvient à redonner un semblant de vie, en appliquant l'expérience de Galvani sur l'utilisation d'électrochocs, à sa défunte mère. Trois ans plus tard, il publie un roman-feuilleton coécrit avec son ami Albert-Jean, Le Singe. Proche du mystère policier, ce roman raconte l'enquête menée par la police sur la régulière découverte du cadavre de la même personne, un Richard Cirugue. L'enquête est résolue lors de la capture du Richard Cirugue original, qui est parvenu à mettre au point, selon un procédé de radioplastie, un moyen de créer des clones de lui-même sans parvenir néanmoins à animer les corps. Son roman Un homme chez les microbes (1928) utilise un thème traditionnel de la littérature d'imagination scientifique : le microscopique. Un jeune homme, rejeté par sa belle-famille sous le prétexte qu'il serait trop grand, expérimente sur lui un traitement pour perdre quelques centimètres. Si l'expérience réussit, il ne parvient néanmoins pas à stabiliser sa taille et rapetisse jusqu'au niveau atomique, où il rencontre un peuple microscopique. Enfin, le dernier roman merveilleux-scientifique de Maurice Renard, Le Maître de la lumière (1933), porte non plus sur une expérience biologique, mais sur la découverte d'une roche aux propriétés fabuleuses, la luminite. En effet, ce matériau, à l'étonnante particularité d’absorption de lumière, permet de visionner les images du passé qui s'y reflètent.
Ensuite, en extrapolant les avancées technologiques à venir, Maurice Renard s'intéresse aux multiples conséquences de ces inventions : du plus trivial dans le conte La Découverte (1925), dans lequel l'invention d'un téléphone avec système télévisuel est l'occasion pour l'inventeur de surprendre l'adultère de sa femme, aux lourdes conséquences géographiques dans le récit d'anticipation Avenir (1927) où le perfectionnement des moyens de locomotion a permis l'extension de la banlieue parisienne jusqu'à Reims. Mais c'est surtout avec la nouvelle merveilleuse-scientifique Le Voyage immobile, que Maurice Renard exploite de manière la plus approfondie le thème des moyens de locomotion. En effet, il imagine l'aérofixe en appliquant des connaissances scientifiques valides, à savoir le principe d'inertie, dans un contexte inédit. Ainsi, la machine s'élève dans les cieux où elle ne risque pas de rencontrer des obstacles, puis une fois ses moteurs enclenchés, elle garde une fixité absolue. Le déplacement n'est donc pas l’œuvre de la machine, mais est permis grâce à la rotation de la Terre sur elle-même. Par conséquent, en une journée, il devient possible de faire le tour de la Terre. Dans un registre sentimental, l'auteur imagine dans le conte d'anticipation Le Cœur et le progrès (1928), l'invention de vidéo extrêmement réaliste qui restitue des scènes du passé.

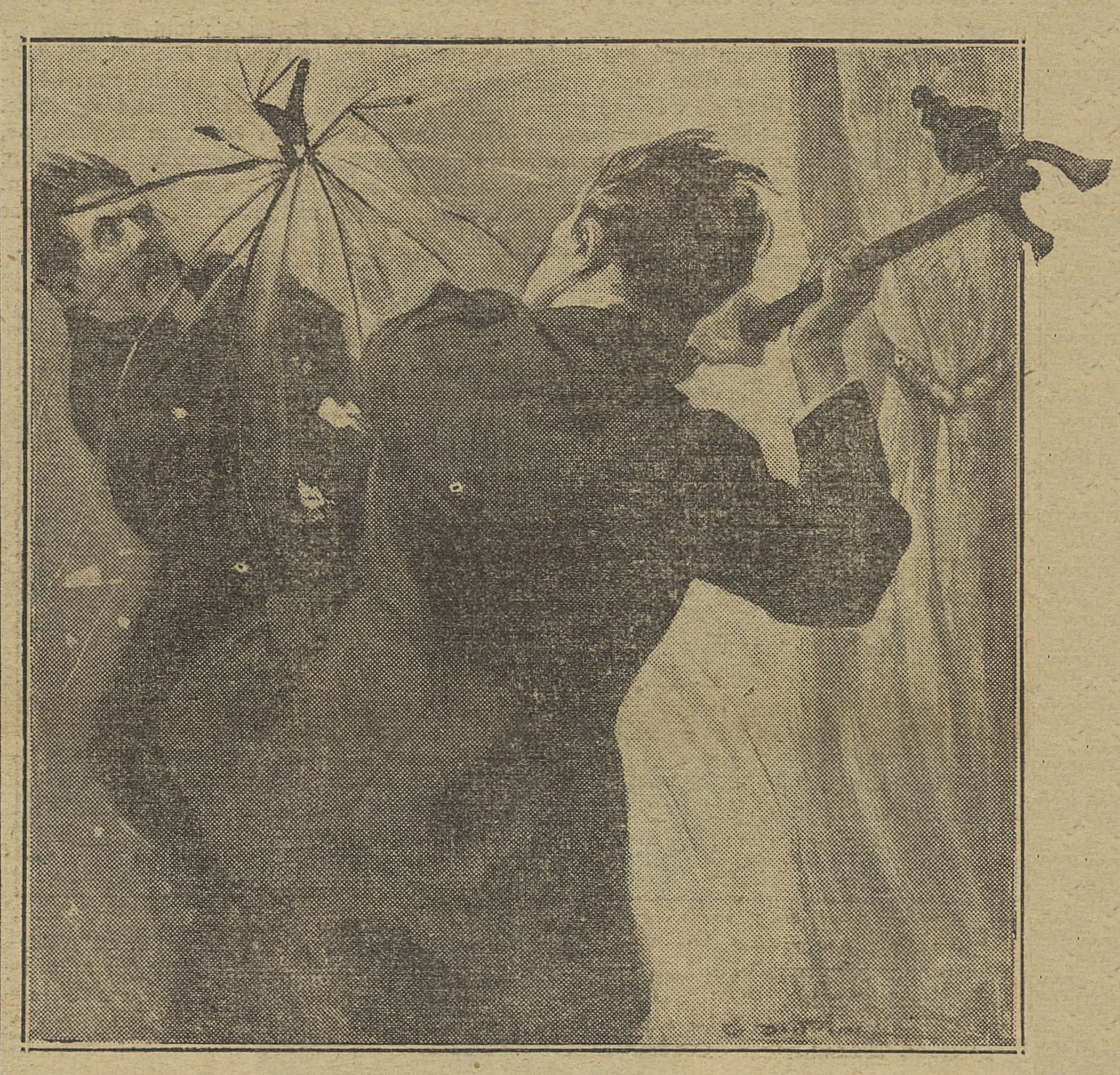
Dans la nouvelle La Singulière Destinée de Bouvancourt (1909), le professeur Bouvancourt, retenu prisonnier à l'intérieur d'un miroir, parvient finalement à s'échapper du monde des reflets.

Conséquence des bouleversements scientifiques imaginés par Maurice Renard, l'exploration de mondes qui échappaient jusque-là au commun des mortels devient un thème récurrent du récit merveilleux-scientifique. Tout d'abord, cela passe par son soin d'apporter un point de vue nouveau sur un monde pourtant familier du lecteur, le passé. En effet, que le narrateur soit spectateur par l'entremise par exemple de la luminite, permettant de visionner des images du passé dans Le Maître de la lumière ou d'une radio qui capte des discussions d'il y a plus d'un siècle dans le conte La Merveilleuse énigme (1928), ou qu'il soit directement acteur des événements qu'il observe ; ainsi, la nouvelle Les Vacances de M. Dupont (1906) ramène le passé à l'époque présente avec l'éclosion d'un œuf de dinosaure, tandis que dans Le Brouillard du 26 octobre (1913), un phénomène inexpliqué envoie temporairement deux savants à l'époque tertiaire. Les voyageurs temporels découvrent alors avec stupeur que les premiers hommes étaient originellement pourvus d'ailes. Enfin, le conte L'Étrange accident (1931), bien qu'il s'apparente plus au récit fantastique, met en scène une boucle temporelle dans laquelle un vieil homme aperçoit son double âgé de vingt ans. Au-delà de la vision d'images issues du passé, Maurice Renard met en scène la découverte — voire quelquefois l'exploration — de mondes jusque-là invisibles. Cette extension du visible, qui découle directement de son projet de 1909 de faire découvrir au lecteur le monde qui l'environne sous un angle neuf, témoigne de sa fascination pour l'altération des sens et de la perception humaine. Dès 1909, il aborde ce thème avec la nouvelle La Singulière Destinée de Bouvancourt, qui raconte la mésaventure du physicien Bouvancourt, qui, après avoir découvert un moyen d’accéder de l'autre côté d'un miroir, se retrouve prisonnier de ce monde des reflets. 

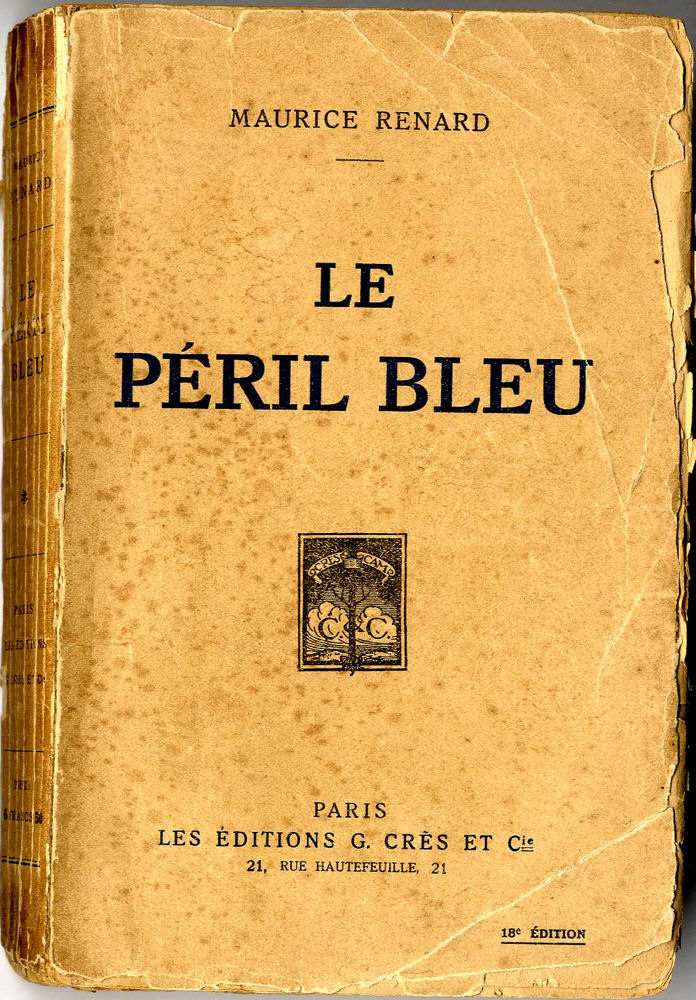
En 1911, dans Le Péril bleu, Maurice Renard imagine une race invisible vivant dans notre atmosphère.

C'est en 1911 que l'écrivain champenois s'interroge pour la première fois sur l'existence d'un monde invisible qui nous environne. Ainsi, dans Le Péril bleu, il raconte les enlèvements mystérieux d'individus dans la région du Bugey. Ces disparitions sont le fait des Sarvants, des créatures intelligentes invisibles vivant au-dessus de l'atmosphère, qui prélèvent de la surface de la Terre des humains qu'elles étudient dans des prisons aériennes et dissèquent au besoin. Outre le traitement original du thème d'une race non humaine qui échappe au cliché habituel du monstre aux yeux globuleux — puisque les Sarvants sont de minuscules araignées capables de se combiner pour former un ensemble multiforme —, Maurice Renard amène le lecteur à s'interroger véritablement sur l'altérité sentie comme telle. En effet, lui qui s'autoproclame par ailleurs « métaphoricien » dans ses archives, il fonde son intrigue sur une métaphore : les humains sont semblables à des poissons que les Sarvants pêchent à des fins scientifiques. Ainsi, en épilogue, Maurice Renard invite le lecteur à relativiser sa connaissance du monde réel, qui n'est que le produit finalement de perceptions lacunaires :

« L’humanité, ne possédant sur l’univers qu’un petit nombre de lucarnes qui sont nos sens, n’aperçoit de lui qu’un recoin dérisoire. Elle doit toujours s’attendre à des surprises issues de tout cet inconnu qu’elle ne peut contempler, sorties de l’incommensurable secteur d’immensité qui lui est encore défendu. »

— Maurice Renard, Le Péril bleu.
Dix ans plus tard, l'auteur évoque à nouveau l'existence d'un monde invisible, qui apparaît incidemment au personnage principal. En effet, dans le roman L'Homme truqué, le héros Jean Lebris, pourvu d'une vision électroscopique, parvient à voir bien au-delà du spectre normal de la vision humaine. Non seulement, il peut observer les champs magnétiques, le mouvement du vent et tous les types de radiations, mais il découvre également l'existence d'invisibles entités électriques. Ce peuple évolue sous la forme d'orbes autour des êtres humains, dont les organes sensoriels ne sont pas assez sensibles pour les percevoir. Les années suivantes, Maurice Renard développe cette hypothèse dans les contes Gardner et l'invisible (1929), Eux (1934) et L'Œil fantastique (1938). Ces trois récits mettent en scène les hypothèses de trois savants s'interrogeant sur l'existence d'êtres invisibles dans notre environnement immédiat. Ces créatures, qui manipuleraient à leur guise l'être humain, seraient également la cause des maladies et in fine de sa mort. La filiation entre ces trois contes, qui formeraient par conséquent un triptyque, est explicitement établie dans le dernier récit, qui évoque la mort tragique des deux principaux protagonistes des textes précédents. Dans son roman Un Homme chez les microbes (1928), l'écrivain met en scène le monde invisible mais, cette fois-ci, en imaginant un homme qui rétrécit au niveau atomique et découvre une civilisation peuplée d'êtres télépathes. Ainsi, en mélangeant à la fois le ton léger des voyages extraordinaires et les observations réalistes propres aux variantes fictionnelles modernes, Maurice Renard raconte une autre facette de la pluralité des mondes.

### Une production littéraire aux thèmes divers
Malgré son appétence pour le fantastique et le merveilleux scientifique, Maurice Renard s'est toujours employé à varier les registres avec le souci de surprendre le lecteur. Si les contes de presse, qu'il publie régulièrement, sont le format propice pour multiplier les genres : humoristiques, dramatiques, sentimentaux, fantastiques et merveilleux-scientifique, il montre son intérêt, dès ses premiers romans, pour les énigmes policières. Cet intérêt est d'ailleurs développé lors de sa conversion en feuilletoniste à partir des années 1920 au moment où il s'adonne aux nombreux genres populaires. Néanmoins, s’il en reprend bien les codes — c’est-à-dire les caractéristiques thématiques et diégétiques —, il les intellectualise afin de produire un roman conçu comme exigeant, qui donne à réfléchir au lecteur.

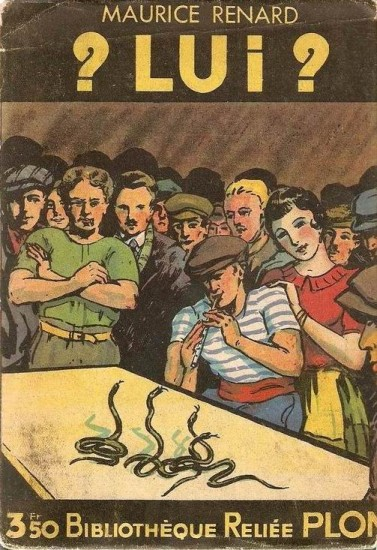
Si Maurice Renard montre sa conversion en romancier populaire avec ? Lui ? (1926), roman sentimental empreint de mystère policier, il ne délaisse pas pour autant totalement le fantastique, grâce à son intrigue bâtie sur le thème du dédoublement de personnalité.

Tandis qu'au début de sa carrière littéraire, son ambition le pousse à produire une œuvre essentiellement fantastique et merveilleuse-scientifique, après la Première Guerre mondiale, il entreprend de se convertir en romancier populaire. Cette évolution le contraint à non seulement acquérir un nouveau style et un nouveau rythme propres aux feuilletonistes pour tenir le lecteur en haleine, mais également à se diversifier et à se saisir des genres populaires plus vendeurs. Tout d'abord, le genre policier prend une place de plus en plus importante dans sa production littéraire. S'il a toujours eu un goût pour les mystères policiers, à l'instar de celle du Péril bleu (1911) ou des nombreux contes publiés dans la presse à partir de 1908, ses romans merveilleux-scientifiques se doublent quasi systématiquement d'une intrigue policière à partir du début des années 1920 : Les Mains d'Orlac (1920), L'Homme truqué (1921) et Le Singe (1925). Avec la parution de ? Lui ? en 1926, puis Le Bracelet d'émeraude (1933) et Le Mystère du masque (1933-1934), Maurice Renard écrit alors des romans strictement policiers. Même si l'auteur se plaît à entretenir une atmosphère fantastique, à l'instar de la double personnalité du héros principal de ? Lui ?, qui rappelle fortement la figure de Docteur Jekyll et son alter-ego Mister Hyde. Les deux romans policiers de 1933 et 1934 mettent en scène le détective amateur Francis Perlot, un mécanicien qui mène sa propre enquête sur de mystérieux meurtres, à la manière de Rouletabille. Une nouvelle aventure de Perlot a été annoncée en 1933, sous le titre Le Monde perdu, mais n'a jamais été publiée. Outre ces romans, il poursuit la publication de contes policiers dans les quotidiens, à l'instar de la série des enquêtes du commissaire Jérôme, publiée à partir de 1928 dans Le Matin. Certains de ces courts récits sont compilés dans des recueils. Ainsi, Le Carnaval du Mystère (1929) présente de nombreux contes policiers, tels que Cambriole (1923, L'Intransigeant), Un crime (1924, Le Matin) ou encore Un masque (1926, Le Matin). Il prévoit en 1932 de publier un nouveau recueil sous le titre Celui qui n'a pas tué, dans lequel devaient figurer des contes et nouvelles policières, mais le projet finalement avorte.

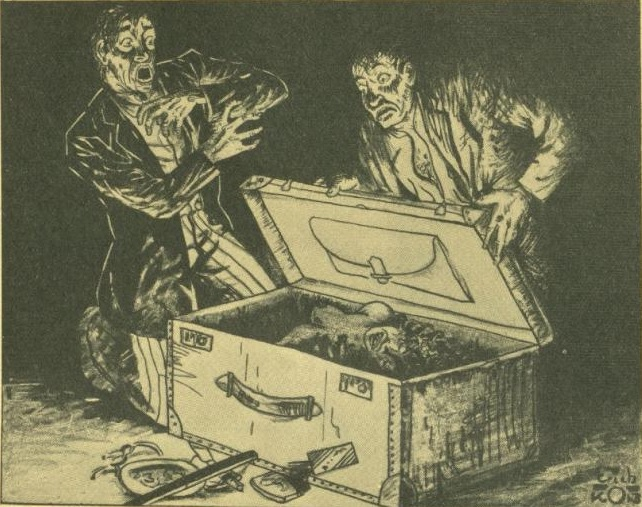
Le conte Cambriole, apparenté au genre policier, met en scène deux malfrats piégés par leur commanditaire.

Néanmoins, Maurice Renard s'intéresse également aux autres genres de la littérature populaire, tel le roman sentimental. Outre les nombreux contes sentimentaux, souvent cruels, qu'il fournit aux quotidiens, il publie La Jeune Fille du yacht (1930) — dans lequel il insère quelques souvenirs autobiographiques —, Une fleur dans la tourmente (1936), puis Le Signe du cœur (1937). Au cours des années 1930, l'auteur champenois, ne se restreignant plus à un seul genre, écrit de nombreux contes et feuilletons qui regroupent tous les thèmes de la littérature populaire : intrigues sentimentales, testaments bizarres, sociétés secrètes, crimes politiques, rapts et aventures. Ainsi, dans Le Maître de la lumière (1933), si l'intrigue est une reprise du thème de Roméo et Juliette, il y introduit progressivement d'autres thématiques : historique, merveilleuse-scientifique ; les romans La Vie romancée de Colbert, l'homme de fer (1934) et Le Violon de la reine (1935) associent, quant à eux, les thèmes historiques et sentimentaux. Enfin, parce que selon Maurice Renard, c’est l’action qui fait la littérature populaire, il est essentiel de ne pas la négliger pour plaire au public. C’est pourquoi ses derniers romans puisent en outre dans la littérature d'aventures : Les Mousquetaires des Halles (1935), Les Trois Coups du destin (1938) et La Redingote grise (1939).
Par ailleurs, cette appétence pour la littérature historique s'exprime en 1923 avec la publication d'un article intitulé « L'entrée de Louis XVI à Reims » dans la revue champenoise Le Pampre de René Druart. Retravaillé et complété, cet essai est publié aux éditions Crès en 1927 sous le titre Notre-Dame Royale.

### Conteur, nouvelliste et romancier: un adepte des supports littéraires variés

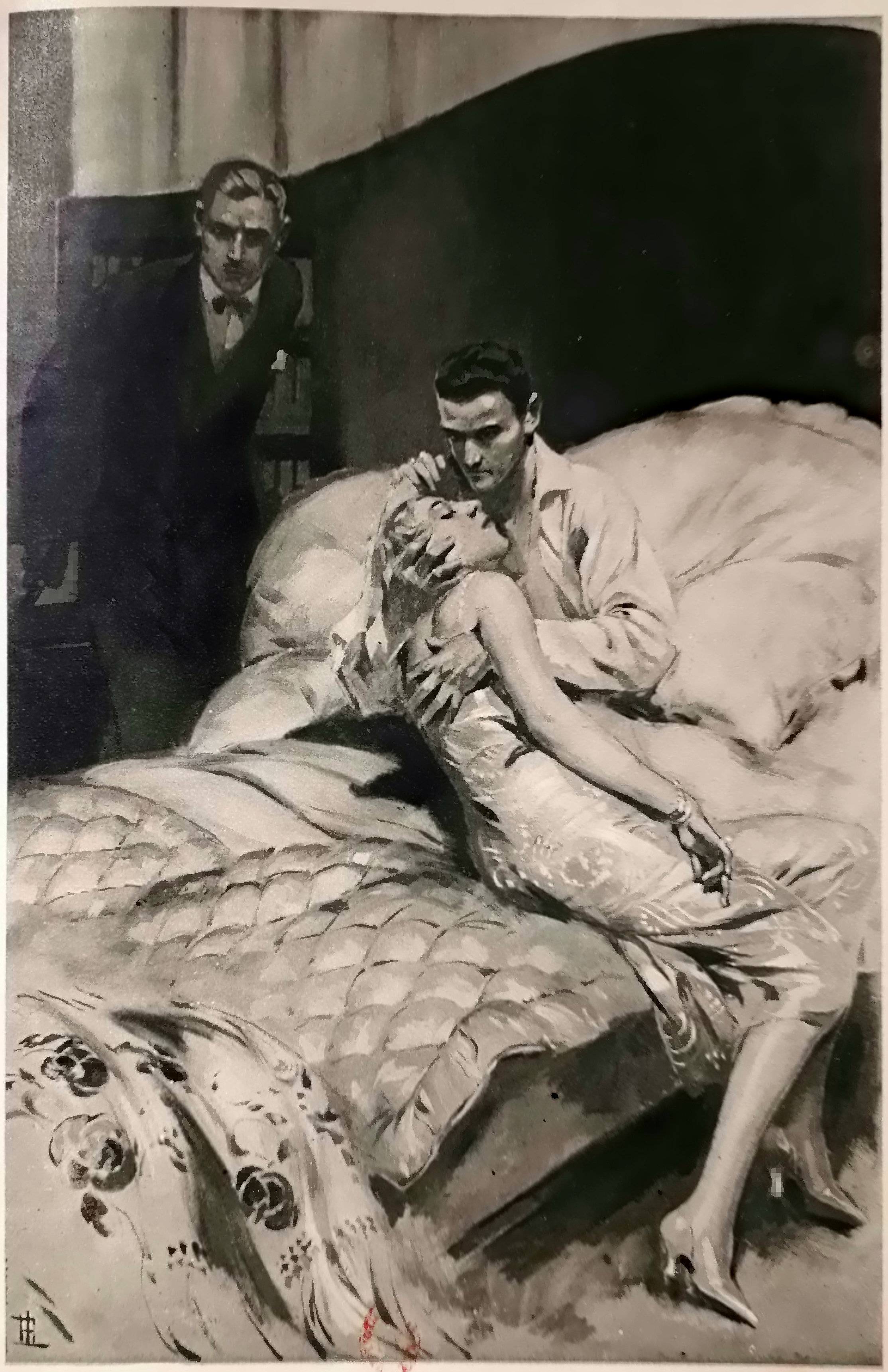
Illustration de René Lelong pour la nouvelle Celui qui n'a pas tué parue en 1927 dans La Petite Illustration.

Durant sa carrière, Maurice Renard publie dix-huit romans et six recueils de nouvelles. Jusqu'à la Première Guerre mondiale, ses récits paraissent directement en librairie chez différents éditeurs : Éditions Plon, Georges Crès, Louis Michaud ou encore Mercure de France. À partir de 1919, il entame une collaboration avec le quotidien L'Intransigeant, dans lequel il réédite en feuilleton Le Péril bleu, puis l'année suivante propose le roman inédit Les Mains d'Orlac. Cette collaboration, qui prend la forme d'une publication de nouvelles et feuilletons, cesse en 1927. Il livre ensuite régulièrement des romans-feuilletons dans divers journaux : La Revue universelle pour Un homme chez les microbes en 1928, La Petite Illustration pour La Jeune Fille du yacht en 1930,  Le Journal de la femme pour Le Bracelet d'émeraudes en 1933, puis une dernière fois L'Intransigeant pour Le Maître de la lumière la même année. En 1933, il parvient enfin à se faire une place dans le journal à grand tirage Le Petit Parisien dans lequel il publie un feuilleton tous les ans. Durant toute sa carrière littéraire, en parallèle à sa stricte activité de feuilletoniste, Maurice Renard publie ses nombreuses nouvelles dans diverses revues quotidiennes ou mensuelles, nationales ou locales : La Petite Illustration, Je sais tout, L'Éclaireur de l'est, Eve, Le Journal de la femme…
Au moment où il entreprend sa conversion en feuilletoniste au début des années 1920, il entreprend une étroite collaboration avec les éditions Crès, chez qui il trouve un éditeur porté sur le mystère. Maurice Renard et Georges Crès avaient déjà travaillé ensemble lors de la publication du Docteur Lerne en 1908, et ils se retrouvent en 1921 pour la parution de L'Homme truqué. En parallèle à la publication des nouveaux romans-feuilletons et de recueils inédits de nouvelles entre 1921 et 1929, cette collaboration se poursuit avec la réédition de la plupart de ses ouvrages précédents : le recueil M. d'Outremort retitré pour l'occasion Suite fantastique (1921), Le Docteur Lerne (1922), une version remaniée du recueil Le Voyage immobile (1922), Le Péril bleu (1922), et enfin Les Mains d'Orlac (1927). Cependant, au moment où il édite La Jeune Fille du yacht en 1930, les éditions G. Crès, connaissent des difficultés financières. Ainsi, son projet de recueil de nouvelles, Celui qui n'a pas tué, qu'il entreprend avec les éditions Crès en 1932, finit par avorter. La perte de son éditeur historique semble avoir des conséquences sur ses publications, puisque — excepté Le Mystère du Masque édité en 1935 par la Librairie des Champs-Élysées et Les Mousquetaires des Halles édité en 1937 par Tallandier —, Maurice Renard ne publie plus de romans-feuilletons en librairie durant la décennie.
À côté de sa production de romans et nouvelles, Maurice Renard publie tout au long de sa carrière de nombreux contes de presse. Ces récits brefs — de deux-trois pages maximum — sont publiés dans les quotidiens. Toutefois, n'ayant que peu fait l'objet de compilations en recueils, cette littérature éphémère souffre d'une absence de reconnaissance. Tombé en désuétude après la Seconde Guerre mondiale, ce genre littéraire connaît son apogée durant l'entre-deux-guerres. Maurice Renard est d'ailleurs l'un des derniers grands contributeurs du conte de presse en France. Après avoir fait ses premiers essais de format court avec l'écriture de saynètes en 1907 dans Le Supplément, une publication annexe du quotidien La Lanterne, il écrit plus de six cents contes — dont cinq cent cinquante-neuf dans la rubrique des « Mille et un matins » du quotidien Le Matin —, mais seuls quelques dizaines ont été compilés. Pour l'écrivain, le format de ces récits et leur caractère évanescent sont l'occasion d'aborder de nombreux genres, qu'ils soient humoristiques, dramatiques, sentimentaux, policiers et bien sûr merveilleux-scientifiques. Si la concision du récit nécessite que les intrigues soient rapidement résolues, Maurice Renard compense en approfondissant certains thèmes sur quelques contes ou en mettant en récit des personnages de manière épisodique, à l'instar du commissaire Jérôme, présent dans vingt-six contes parus entre 1928 et 1939. Enfin, à cause de leur brièveté, l’art de ses contes réside en grande partie sur la conclusion. À cet égard, l’écrivain utilise une structure récurrente : après avoir ouvert sur un fait mystérieux, il introduit progressivement des éléments fantastiques qui acheminent le lecteur dans l’incertitude, avant de conclure avec un revirement ou une chute brutale.

## Accueil critique et postérité

### Réception contemporaine

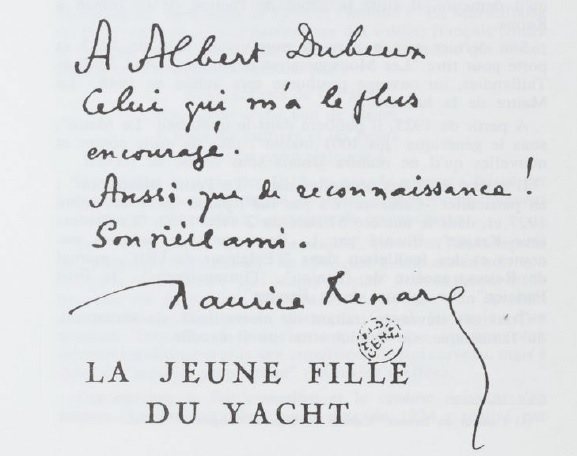
Maurice Renard remercie son ami Albert Dubeux de son soutien lors de la publication de son roman La Jeune Fille du yacht en 1930.

Les débuts littéraires de Maurice Renard sont non seulement remarqués dans les cercles parisiens, mais ils s'accompagnent également de nombreux louanges de la part de ses confrères et des critiques littéraires. C'est ainsi, que son premier recueil de nouvelles, Fantômes et Fantoches (1905), fait l'admiration du romancier François Coppée, que Le Docteur Lerne (1908) est qualifié de « roman subdivin » par Guillaume Apollinaire ou encore que Le Péril bleu (1911) est encensé par le nouveau récipiendaire du prix Goncourt, Louis Pergaud.
En parallèle, il rencontre très tôt quelques détracteurs, en particulier parmi les personnalités affiliées à La Nouvelle Revue française. Ainsi, Jacques Copeau en 1912, puis Jacques Rivière en 1913, déplorent l'absence totale de psychologie dans les œuvres de Maurice Renard, qualifiées par ailleurs d' « amusement assez puéril ».

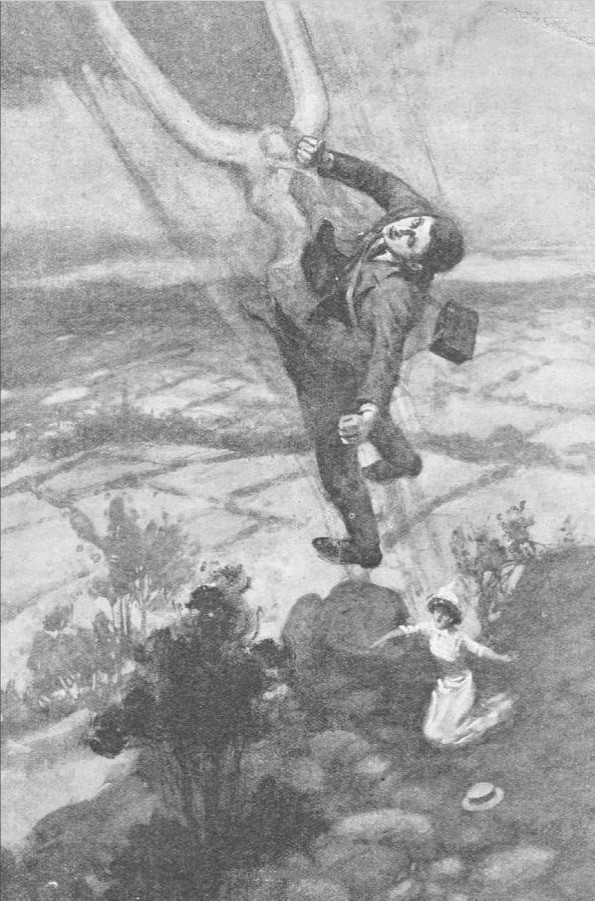
En 1912, le Pearson's Magazine publie Up Above : The Story of the Sky Folk, une version réécrite du Péril bleu de John N. Raphael.

Néanmoins, d’une manière générale, son œuvre littéraire est reçue dans une certaine indifférence par les critiques du début XXe siècle, qui dédaignent dans l’ensemble les littératures policières et d’anticipation jugées trop populaires. C’est donc, principalement, l’œuvre d’un cercle assez restreint de confrères — parmi lesquels J.-H. Rosny aîné, Octave Uzanne, Charles Derennes, Robert de Souza, Jean Ray ou encore Albert Dubeux qui louent unanimement la qualité littéraire de ses écrits, —, qui permet à Maurice Renard d’apparaître comme l'un des rares écrivains français de littérature d'imagination scientifique à être reconnu par l’élite littéraire de Paris au début du XXe siècle. En avril 1925, la revue Vient de paraître. Revue des Arts et des Lettres lui consacre d’ailleurs un dossier, dans lequel de nombreux écrivains et savants rendent hommage à son style littéraire, invariablement original, sobre et efficace. Toutefois, cette reconnaissance par ses pairs ne se traduit pas pour autant par un succès public. Et malgré les rééditions régulières de ses différents ouvrages depuis les premières parutions, il rencontre de nombreuses difficultés éditoriales, notamment avec Un homme chez les microbes, rédigé dès 1907, mais publié vingt ans plus tard après trois réécritures, ou encore Le Maître de la Lumière, annoncé en 1920 et publié en 1933.
La reconnaissance de la part du public est tardive et a lieu en partie grâce à l'adaptation cinématographique des Mains d'Orlac en 1924 par Robert Wiene. C'est également à cette époque que sa production littéraire s'exporte, même si ses œuvres traduites sont principalement ses romans. En effet, hormis  Le Docteur Lerne traduit en allemand et en russe dans la foulée de la publication française, c'est essentiellement au cours des années 1920 que ses œuvres sont diffusées à l'étranger. Celles-ci se font, par ailleurs, majoritairement à destination de l'Allemagne et de l'Europe orientale, puisque si quelques-uns de ses romans sont publiés en anglais, italien ou russe, c'est en langues allemande, polonaise, tchèque et hongroise qu'ils sont quasi systématiquement traduits.

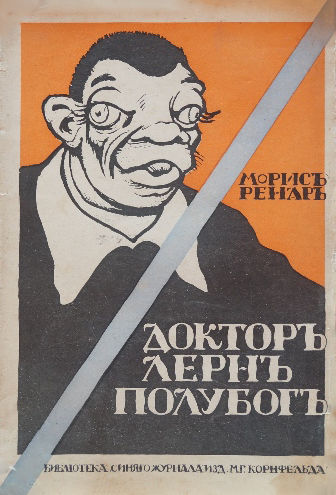
La version russe du Docteur Lerne paraît dès 1912.
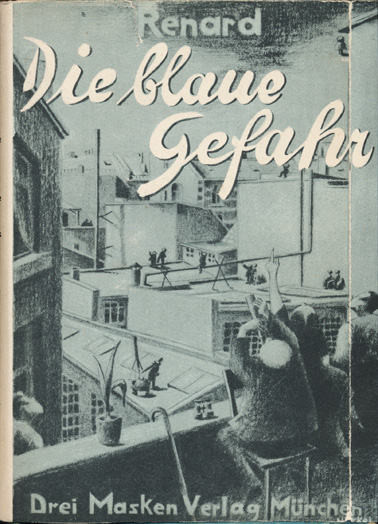
Au cours des années 1920, les romans de Maurice Renard ont pour la plupart été traduits en allemand, à l'instar du Péril bleu publié en 1922.
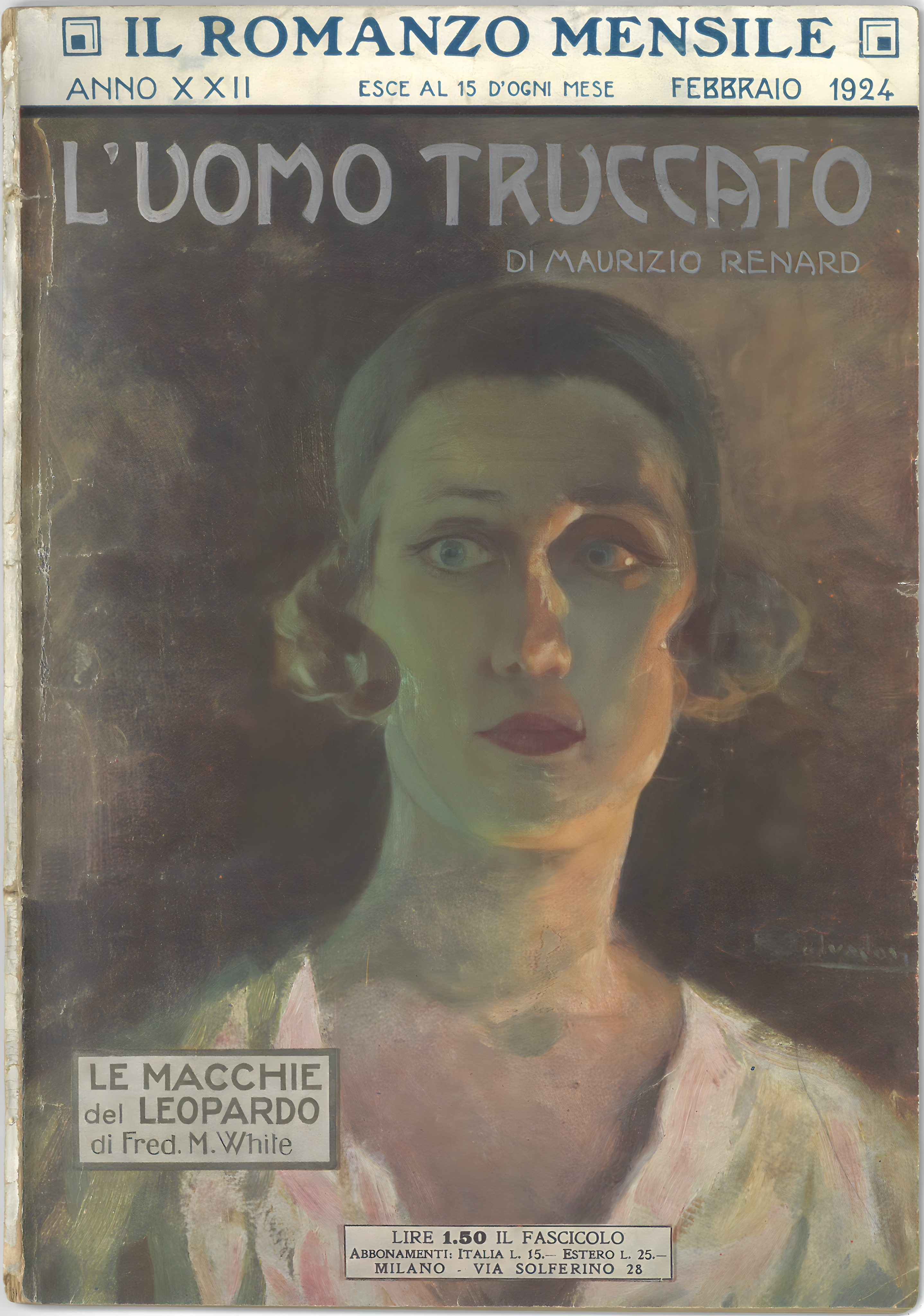
L'Homme truqué s'exporte en 1924 dans la revue italienne Il Romanzo Mensile des éditions Corriere della Sera,
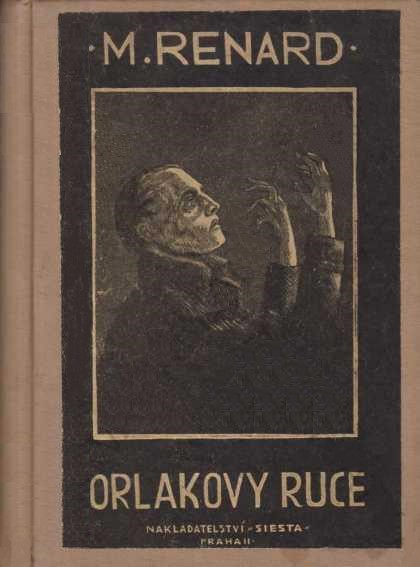
Le roman Les Mains d'Orlac est traduit en langue tchèque en 1926, soit six ans après la publication française.
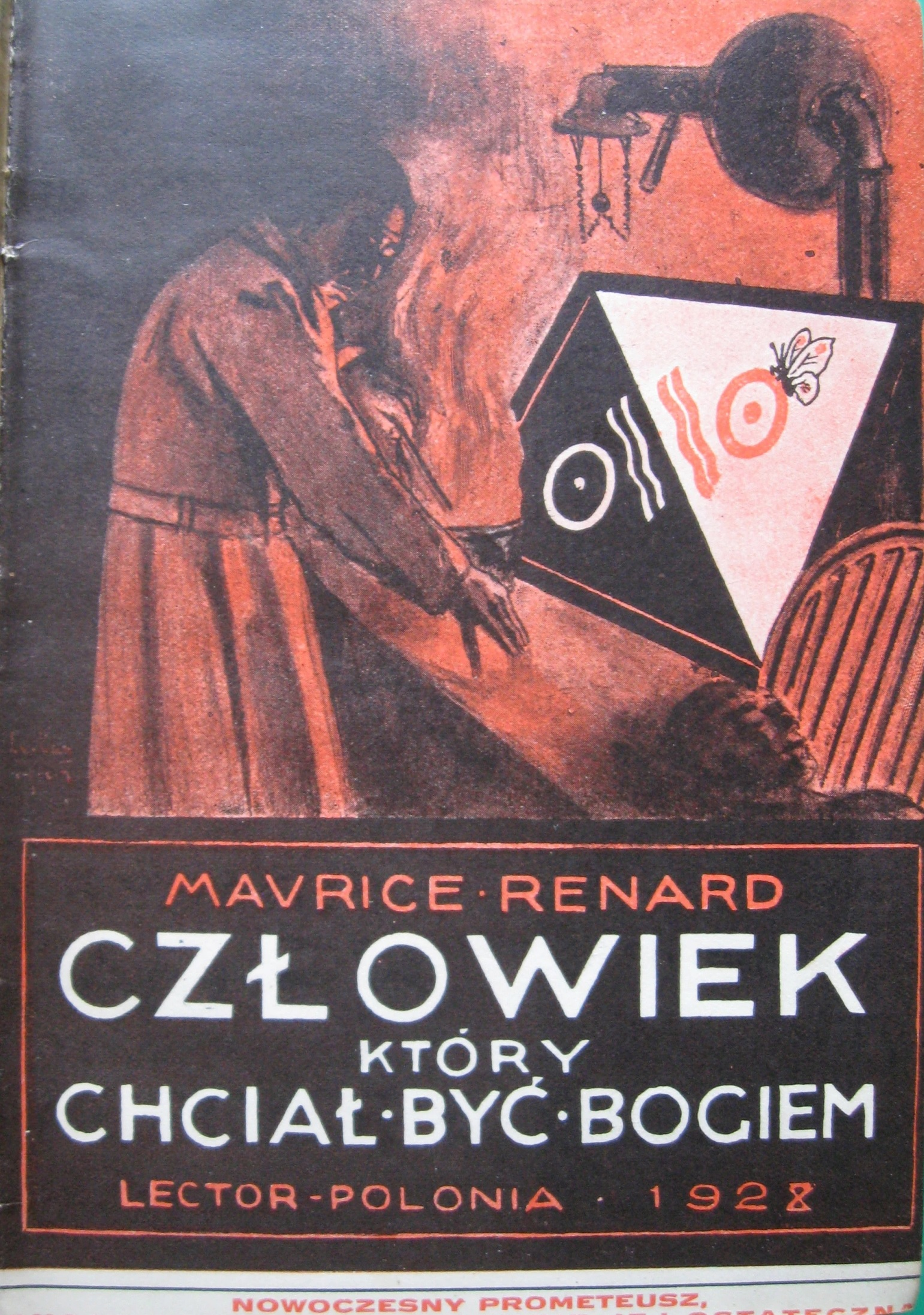
Lors de sa publication en langue polonaise en 1927, le roman Le Singe est retitré Człowiek, który chciał być Bogiem c'est-à-dire « L'homme qui voulait être Dieu ».
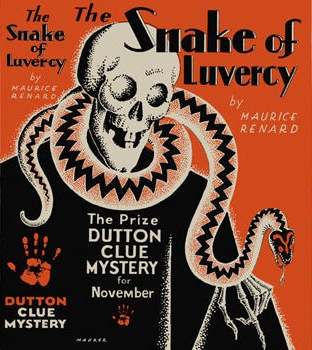
Le roman policier ? Lui ? devient en 1930, lors de sa publication en anglais, The Snake of Luvercy.

### Une reconnaissance marginale malgré des rééditions régulières
Parce qu'il reste négligé par l'histoire littéraire officielle à cause en grande partie de l’hybridité générique de ses écrits, qui rend hasardeuses les comparaisons avec ses contemporains également artisans de littérature d’imagination scientifique, tels que Jules Verne, J.-H. Rosny aîné et H. G. Wells, Maurice Renard reste peu étudié par les chercheurs et demeure une figure peu connue du grand public. Il est, néanmoins, régulièrement qualifié par les spécialistes francophones de science-fiction de « père spirituel », de « précurseur » ou de « pionnier » du genre lui conférant par conséquent un statut de fondateur français de la science-fiction. En réalité, cette vision téléologique, qui consiste à définir la production merveilleuse-scientifique de Maurice Renard comme une science-fiction archaïque, est trompeuse car elle gomme sa singularité. C'est pourquoi, certains chercheurs, insistant sur le fait que sa production mêle littérature d'imagination scientifique, mythologique et fantastique, préfèrent la qualifier de « fantastico-scientifique » ou de « SF fantastique » pour mettre en avant ses spécificités. Quoi qu'il en soit, Maurice Renard n'en reste pas moins un acteur important de l'histoire de la littérature d'imagination scientifique ; ce qui permet à l'essayiste Pierre Versins de le qualifier de « meilleur auteur d’anticipation scientifique français des années 1900-1930, entre Jules Verne et J.-H. Rosny aîné d'une part, et Jacques Spitz et René Barjavel d'autre part », et aux encyclopédistes Guy Costes et Joseph Altairac de lui décerner le titre de « maître incontesté du merveilleux-scientifique » en sa qualité de théoricien et de praticien du genre.
Durant toute la seconde moitié du XXe siècle, l’œuvre de Maurice Renard n’attise l’intérêt que des spécialistes et éditeurs de science-fiction, qui considèrent par ailleurs ses autres textes — apparentés aux genres policier, sentimental et d'aventures — comme secondaires. C’est pourquoi, si ces romans-feuilletons tardifs n'ont pas connu de parution en librairie, ceux affiliés au genre merveilleux-scientifique sont épisodiquement réédités au cours du XXe siècle, puis de manière plus soutenue depuis le début du XXIe siècle grâce au travail de quelques maisons d'éditions sur le thème de la littérature merveilleuse-scientifique, à l'instar de Grama (avec sa collection « Le Passé du futur »), les Moutons électriques (collection « Bibliothèque voltaïque »), des éditions de la BNF (collection « Les Orpailleurs »), L’Arbre Vengeur et la Petite Bibliothèque Ombres. En parallèle aux rééditions de romans, nombre de nouvelles et contes de Maurice Renard ont été sélectionnés par les anthologistes, tels qu'André de Lorde et Albert Dubeux pour Les Maîtres de la peur (1927), Jean Ray pour La Gerbe noire (1947) ou encore Jacques Sternberg pour les recueils Les Chefs-d'œuvre du crime (1959), Les Chefs-d'œuvre de l'épouvante (1965) et enfin Les Chefs-d'œuvre du fantastique (1967). Enfin, à partir des années 2010, plusieurs initiatives apparaissent concomitamment dans le but de redonner vie aux contes de presse de Maurice Renard. Ainsi, à côté des initiatives de compilation de contes en epub (ALCA Nouvelle-Aquitaine, éditions Oxymoron) ou en accès direct sur des blogs de passionnés (Gloubik, La porte ouverte), les éditions Opoto publient en 2019 cinquante contes dont ceux mettant en scène le commissaire Jérôme. Mais c'est véritablement l'année suivante que l'initiative portée par les éditions Mi Li Ré Mi, donne naissance à un travail de réédition de grande ampleur, en proposant l'intégralité des articles, contes et nouvelles de Maurice Renard en cinq volumes.
Par ailleurs, les critiques anglophones de science-fiction n'ont jamais véritablement étudié l'œuvre de Maurice Renard, d'une part à cause de la mauvaise qualité des rares traductions existantes, d’autre part parce que son style hybride « SF fantastique » était trop singulier. Son influence n'en fut pas inexistante pour autant, puisque non seulement un grand nombre des nouvelles de Maurice Renard ont été recyclées par des auteurs de différentes nationalités en quête d'inspiration depuis le début du XXe siècle, mais elles ont en outre inspiré nombre de films et d'épisodes de séries télévisées américaines, tels que La Quatrième Dimension, Histoires de l'autre monde, ou encore Les Contes de la Crypte. Mais véritablement, c'est en parallèle à sa redécouverte par le grand public en France, aux alentours des années 2010, que l'œuvre littéraire de Maurice Renard s'est exportée. Ses romans ont ainsi été traduits en russe (? Lui ? en 2011, Le Docteur Lerne en 2012, Le Singe en 2013, Le Péril bleu en 2015 et Le Maître de la lumière en 2016), en italien (Les Mains d'Orlac en 2009 et Le Péril bleu en 2015), en espagnol (Le Docteur Lerne en 2007 et Le Maître de la lumière en 2011) et en anglais (Le Péril bleu, L'Homme truqué, Un homme chez les microbes et Le Maître de la lumière en 2010). En outre, le romancier Brian Stablefort, à l'origine de ces traductions anglaises, a publié en 2020 toujours aux éditions Black Coat Press, l'anthologie The Bald Giants, rassemblant douze contes de l'écrivain champenois.

### Un siècle d'adaptations cinématographiques, télévisuelles et en bandes dessinées

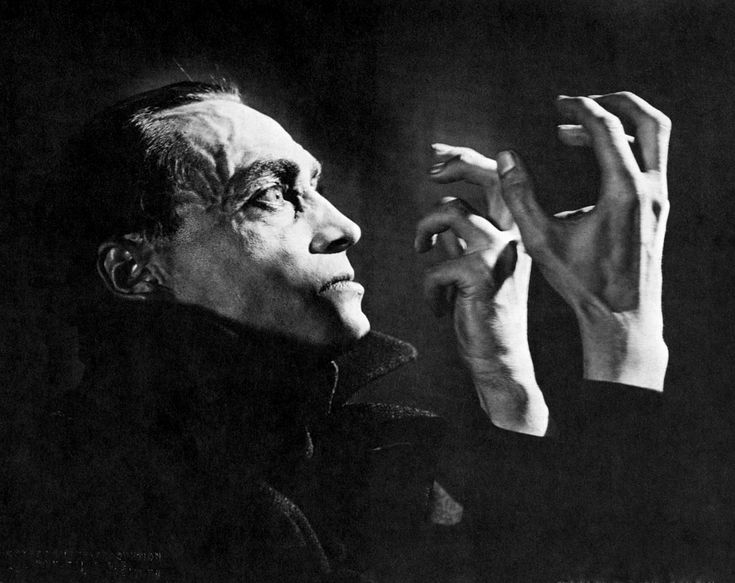
L'acteur Conrad Veidt donne vie à Paul Orlac dans le film de 1924 du tenant du cinéma expressionniste allemand, Robert Wiene.

Seul roman à inspirer les cinéastes, Les Mains d'Orlac est adapté pour la première fois quatre ans après sa publication. Ainsi, en 1924, Robert Wiene tourne Orlacs Hände avec Conrad Veidt dans le rôle principal. Le réalisateur allemand, déjà auréolé par le succès du Cabinet du docteur Caligari, met à profit son art du cinéma expressionniste pour insister sur la dimension horrifique de l'histoire. Si dans les années 1930, le roman ? Lui ? fait l'objet d'un projet d'adaptation, c'est à nouveau Les Mains d'Orlac qui est porté sur les écrans en 1935. C'est dans une version cette fois américaine que Mad Love de Karl Freund réunit une prestigieuse distribution, dont Peter Lorre dans le rôle du docteur Gogol.

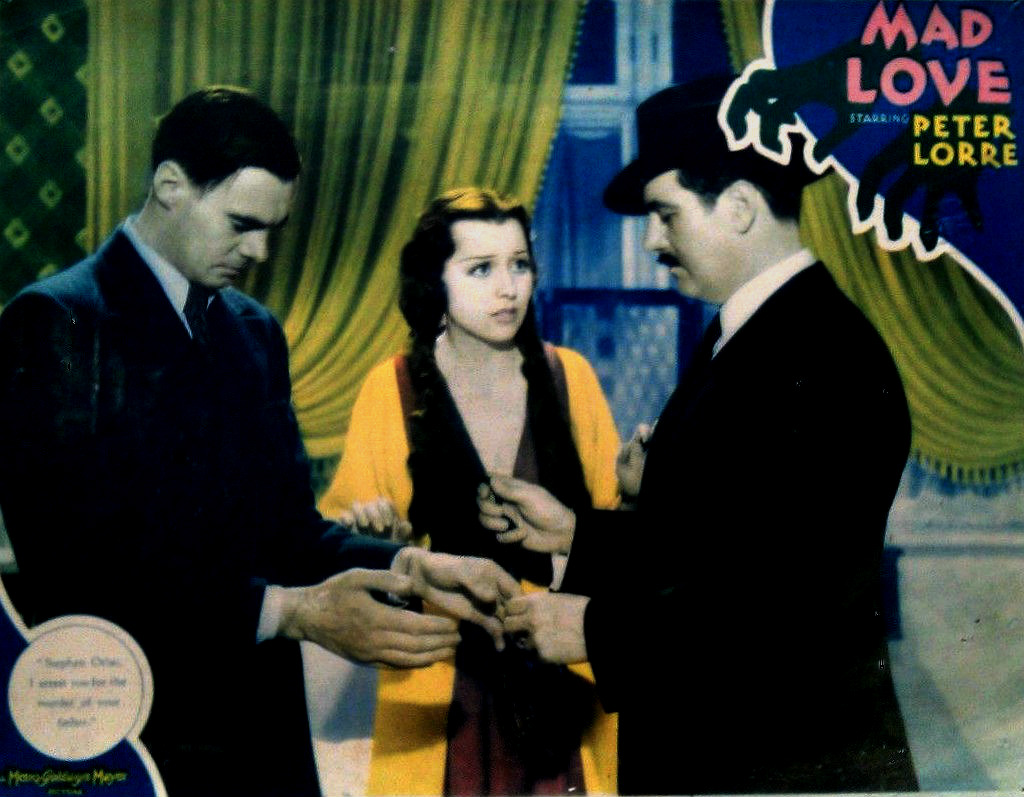
Titrée en version originale, Mad Love, l'adaptation américaine de 1935 est la seconde version des Mains d'Orlac.

À la différence du roman et de la version cinématographique de 1924, Karl Freund centre son intrigue non pas autour d'Orlac, mais bien sur la personne du chirurgien. En effet, comme en témoigne le titre original du film, l'intrigue tourne principalement autour de la passion du docteur Gogol pour la femme de son patient, plutôt que véritablement pour cette histoire de greffe des mains. En 1960, Edmond T. Gréville signe une adaptation franco-britannique avec Mel Ferrer, tandis que deux ans plus tard, une nouvelle version américaine — cette fois officieuse — de Newton Arnold adapte le roman sous le titre Hands of a Stranger.

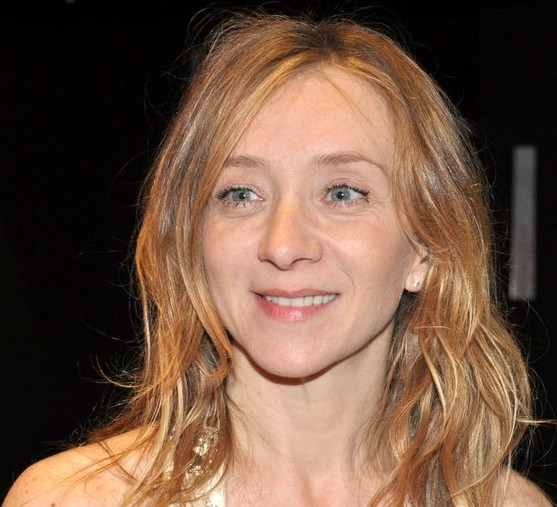
Dans l'adaptation télévisuelle des Mains d'Orlac de 2013, l'actrice Sylvie Testud incarne une version féminine du Stephen Orlac de Maurice Renard.

À partir des années 1970, les adaptations télévisuelles françaises prennent le relais des versions cinématographiques avec en prime un intérêt pour les autres romans de Maurice Renard. Ainsi, en 1975, Jean-Christophe Averty réalise Le Péril bleu, avec les acteurs Jean-Roger Caussimon (professeur Le Tellier), Bernard Valdeneige (Robert Collin), France Dougnac (Marie-Thérèse Le Tellier) et Michel Modo (Tiburce), en usant de sa méthode de réalisation habituelle : pour mettre en scène l'atmosphère fantastique dans laquelle baignent les personnages, Averty dirige les acteurs en studio, puis incruste dans un second temps les décors en régie, les trucages vidéos et les interventions graphiques. En 1983, c'est au tour du Le Docteur Lerne, sous-dieu d'être transposé à la télévision avec L'Étrange Château du docteur Lerne de Jean-Daniel Verhaeghe. L'acteur gascon Jacques Dufilho est choisi pour incarner le mégalomane docteur Lerne, un savant ayant perdu tout sens de l'éthique et de la mesure. Enfin, déjà inspirant pour le cinéma, le roman Les Mains d'Orlac connaît deux nouvelles adaptations télévisuelles. Tout d'abord, dans le cadre de « Des voix dans la nuit », une collection de six téléfilms fantastiques réalisés en 1991, Peter Kassovitz adapte le roman, le temps d'un épisode, en dirigeant les acteurs Jacques Bonnaffé et Lazlo Szabo. En 2013, c'est sous les traits d'une femme, Roxana Orlac, que le personnage est interprété dans le téléfilm Les Mains de Roxana réalisé par Philippe Setbon.
À partir de 2009, Serge Lehman entreprend, à travers plusieurs séries de bande dessinée, de mettre en lumière tout un pan de la littérature d'anticipation ancienne française de la première moitié du XXe siècle tombée dans l'oubli. L’œuvre littéraire de Maurice Renard bénéficie d'une place importante dans son projet et fait l'objet d'adaptations et de prolongement. Hormis une brève apparition de l'écrivain champenois dans la série La Brigade chimérique, dont l'intrigue se met en scène la disparition des surhommes en Europe en 1939, il devient un personnage secondaire de l'album L'Homme truqué, en jouant le biographe officiel du surhomme Jean Lebris. Dans cet album de 2013, conçu comme un préquel de La Brigade chimérique, Serge Lehman adapte le roman éponyme en y mêlant l'intrigue du Péril bleu. Il y poursuit son exploration de la thématique du super-héros à l'européenne. Néanmoins, à la différence du roman original, la conclusion de la bande dessinée est plus optimiste, puisqu'il a expliqué que Maurice Renard aurait menti pour protéger l'existence du vrai Jean Lebris. En 2022, avec Ultime Renaissance, Serge Lehman offre une suite à la série La Brigade chimérique en installant l'intrigue en 2021. Le héros de L'Homme truqué, le capitaine Jean Lebris — devenu Rigg — reprend du service à l'âge de cent vingt-six ans. En effet, devenu un cyborg après avoir mené une carrière de super-héros aux États-Unis entre 1940 et les années 1980, il fait son retour en France pour reconstituer le nouvel avatar de La Brigade chimérique.

## Œuvre
Maurice Renard est l'auteur de dix-huit romans et de plusieurs centaines de nouvelles et contes parus dans la presse. Après la première guerre mondiale, tandis qu'il devient véritablement un auteur professionnel, il entreprend la publication de ses récits en feuilletons dans des revues, avant de la publier en librairie dans un second temps.
En 2020, sous la direction de Jacques Olliveau, Claude Deméocq et Jean-Luc Buard, l'ensemble de sa production de nouvelles et contes a été réunie dans cinq intégrales aux éditions ADPF et Mi Li Ré Mi. Ces volumes totalisent ainsi six-cents soixante-six contes et nouvelles de l'auteur, du court roman L'Homme truqué et d'une centaine d'articles de et sur Maurice Renard.

### Romans

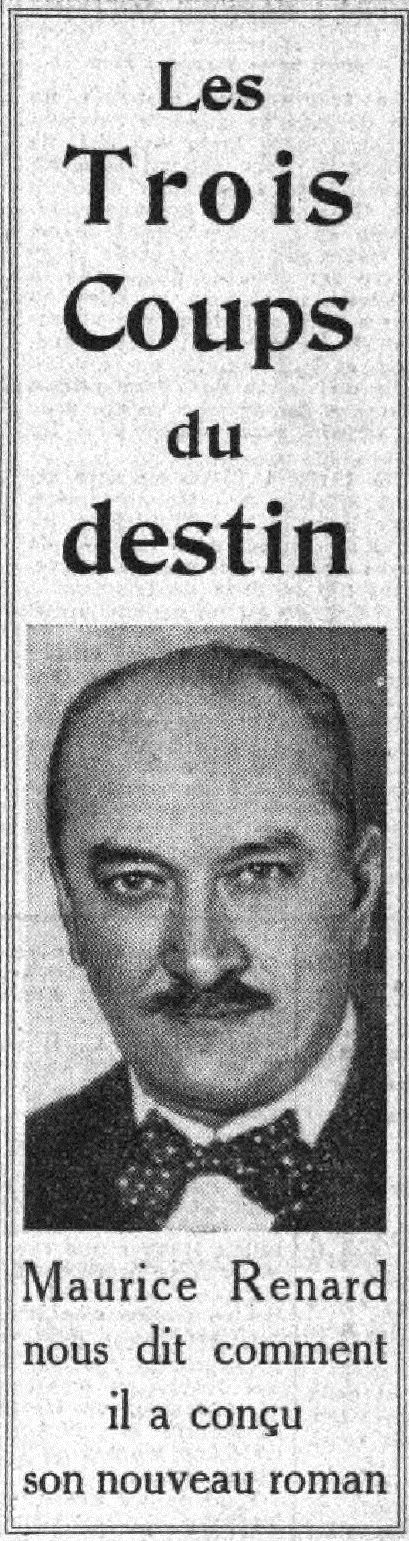
« Plaire au public et s'y complaire », c'est avec cet état d'esprit que Maurice Renard a conçu son roman Les Trois Coups du destin (1938).

- Le Docteur Lerne, sous-dieu, Mercure de France, 1908, roman
- Le Péril bleu, Louis Michaud, 1911, roman
- Les Mains d'Orlac, L'Intransigeant, 1920, roman-feuilletonPublié en volume broché en 1921 aux éditions Nilsson.
- L'Homme truqué, Je sais tout, 1921, roman-feuilletonPublié avec deux autres nouvelles en volume broché en 1921 aux Éditions G. Crès sous le titre L'Homme truqué, suivi de Château hanté et de La Rumeur dans la montagne.
- Le Singe, L'Intransigeant, 1924, romanÉcrit avec Albert-Jean. Publié en volume broché en 1925 aux Éditions G. Crès.
- ? Lui ? Histoire d'un mystère, L'Intransigeant, 1926, roman-feuilletonPublié en volume broché en 1927 aux Éditions G. Crès.
- Un homme chez les microbes. Scherzo, La Revue universelle, 1928, roman-feuilletonPublié en volume broché en 1928 aux Éditions G. Crès.
- La Jeune Fille du yacht, La Petite Illustration, 1930, roman-feuilletonPublié en volume broché en 1930 aux Éditions G. Crès.
- Le Maître de la lumière, L'Intransigeant, 1933, roman-feuilletonPublié en volume broché en 1948 aux éditions Tallandier.
- Le Bracelet d'émeraudes, Le Journal de la femme, 1933, roman-feuilletonPublié en volume broché en 2021 aux éditions Mi Li Ré Mi.
- Le Mystère du masque, Le Petit Parisien, 1933, roman-feuilletonPublié en volume cartonné en 1935 aux éditions Librairie des Champs-Élysées.
- La Vie romancée de Colbert, l'homme de fer, L'Éclaireur de l'Est, 1934, roman-feuilleton
- Les Mousquetaires des Halles, Le Petit Parisien, 1935, roman-feuilletonPublié en volume broché en 1937 aux éditions Tallandier.
- Le Violon de la reine, L'Éclaireur de l'Est, 1935, roman-feuilleton
- Une fleur dans la tourmente, Le Petit Parisien, 1936, roman-feuilletonLors la parution des premiers feuilletons, le roman était titré Une rose sous l'orage[208].
- Le Signe du cœur, Le Petit Parisien, 1937, roman-feuilleton
- Les Trois Coups du destin, Le Petit Parisien, 1938, roman-feuilleton
- La Redingote grise, Le Petit Parisien, 1939, roman-feuilleton

### Recueils de contes et nouvelles
- Fantômes et Fantoches, Éditions Plon, 1905, recueil de sept nouvellesSous le nom de Vincent Saint-Vincent.
- Le Voyage immobile suivi d'autres histoires singulières, Mercure de France, 1909, recueil de six nouvelles[Note 7]
- Monsieur d'Outremort et autres histoires singulières, Louis Michaud, 1913, recueil de cinq nouvelles
- Deux contes à la plume d'oie, Éditions G. Crès, 1923, recueil de deux nouvelles
- L'Invitation à la peur, Éditions G. Crès, 1926, recueil de neuf nouvelles
- Le Carnaval du mystère, Éditions G. Crès, 1929, recueil de trente-deux contes et nouvelles

#### Éditions posthumes de recueils
- L'Invitation à la peur, Tallandier, 1958, recueil de huit nouvellesRecueil sans rapport avec l'édition homonyme de 1926.
- L'Invitation à la peur, Belfond, 1970, recueil de sept nouvellesRecueil sans rapport avec les éditions homonymes de 1926 et 1958.
- Le Papillon de la mort, NéO, 1985, recueil de treize contes et nouvelles
- Maurice Renard : Romans et contes fantastiques, Robert Laffont, 1990, recueil de six romans et vingt-trois contes et nouvelles
- Les Vacances de monsieur Dupont, Grama, 1994, recueil de quatre contes et nouvelles
- Contes atlantiques et autres histoires mystérieuses, Éditions Le Local, 1998, recueil de vingt-quatre contes
- Fantômes et Fantoches et Contes à la plume d'oie, Fleuve Noir, 1999, recueil de trente-neuf contes et nouvelles et de deux pièces en vers
- L'Invitation à la peur. Histoires singulières, Ombres, 2010, recueil de neuf nouvellesRecueil sans rapport avec les éditions homonymes de 1926, 1958 et de 1970.
- Le vampire de Tasselberg et autres pastiches étranges, Koikalit, 2018, recueil de huit contes et une pièce en vers
- Les Enquêtes du commissaire Jérôme et autres nouvelles policières, Opoto, 2019, recueil de cinquante-trois contes
- Celui qui n'a pas tué, Visage vert, 2019, recueil de vingt-sept contes et nouvellesCe recueil, préparé en 1932 par Maurice Renard pour les éditions Crès, est resté inédit jusqu'à sa publication en 2019[165].
- Intégrale des contes et nouvelles de Maurice Renard, ADPF/Mi Li Ré Mi, 2020
  - Contes du Matin 1912-1932, recueil de deux cent-un contes
  - Contes du Matin 1933-1936, recueil de deux cent-huit contes
  - Contes du Matin 1937-1940, recueil de cent cinquante contes
  - Contes et articles retrouvés 1906-1943, recueil de soixante-quinze contes et d'une centaine d'articles et de poèmes
  - Histoires singulières et autres nouvelles 1905-1934, recueil de trente-trois nouvelles

### Essais, pièce de théâtre
- À Victor Hugo. Vox Sæculi, Alphonse Lemerre, 1902, essai poétiquePoème composé pour le centenaire de la naissance de Victor Hugo.
- L'Amant de la morte, Librairie Théâtrale, 1926, pièce de théâtreAdaptation théâtrale de la nouvelle Le Rendez-vous publié en 1909.
- Notre-Dame Royale. Tableaux du sacre de Louis XVI, Éditions G. Crès, 1927, essai historiquePrix Thérouanne de l'Académie française en 1928.

### Articles théoriques sur le merveilleux scientifique
- « Du roman merveilleux-scientifique et de son action sur l'intelligence du progrès », Le Spectateur, no 6,‎ octobre 1909, p. 245-261 (lire en ligne). Manifeste dans lequel Maurice Renard définit le roman merveilleux-scientifique.
- « Le Merveilleux scientifique et La Force mystérieuse de J.-H. Rosny aîné », La Vie, no 16,‎ 15 juin 1914, p. 544-548 (lire en ligne). Ce compte rendu de La Force mystérieuse de Rosny aîné, est l'occasion pour Maurice Renard de développer son article fondateur de 1909.
- « Depuis Sinbad », L’Ami du livre, no 4,‎ 15 juin 1923. Dans cet article, l'auteur montre sa désillusion quant à l'engouement du public pour les romans merveilleux-scientifiques, qu'il renomme en « littérature parascientifique ».
- « Le roman d’hypothèse », A.B.C, no 48,‎ décembre 1928, p. 345-346 (lire en ligne). Dans cet article, Maurice Renard remplace l'expression « merveilleux-scientifique » par « roman d'hypothèse » afin d'étendre la portée épistémologique du genre.